# Genocidio armenio

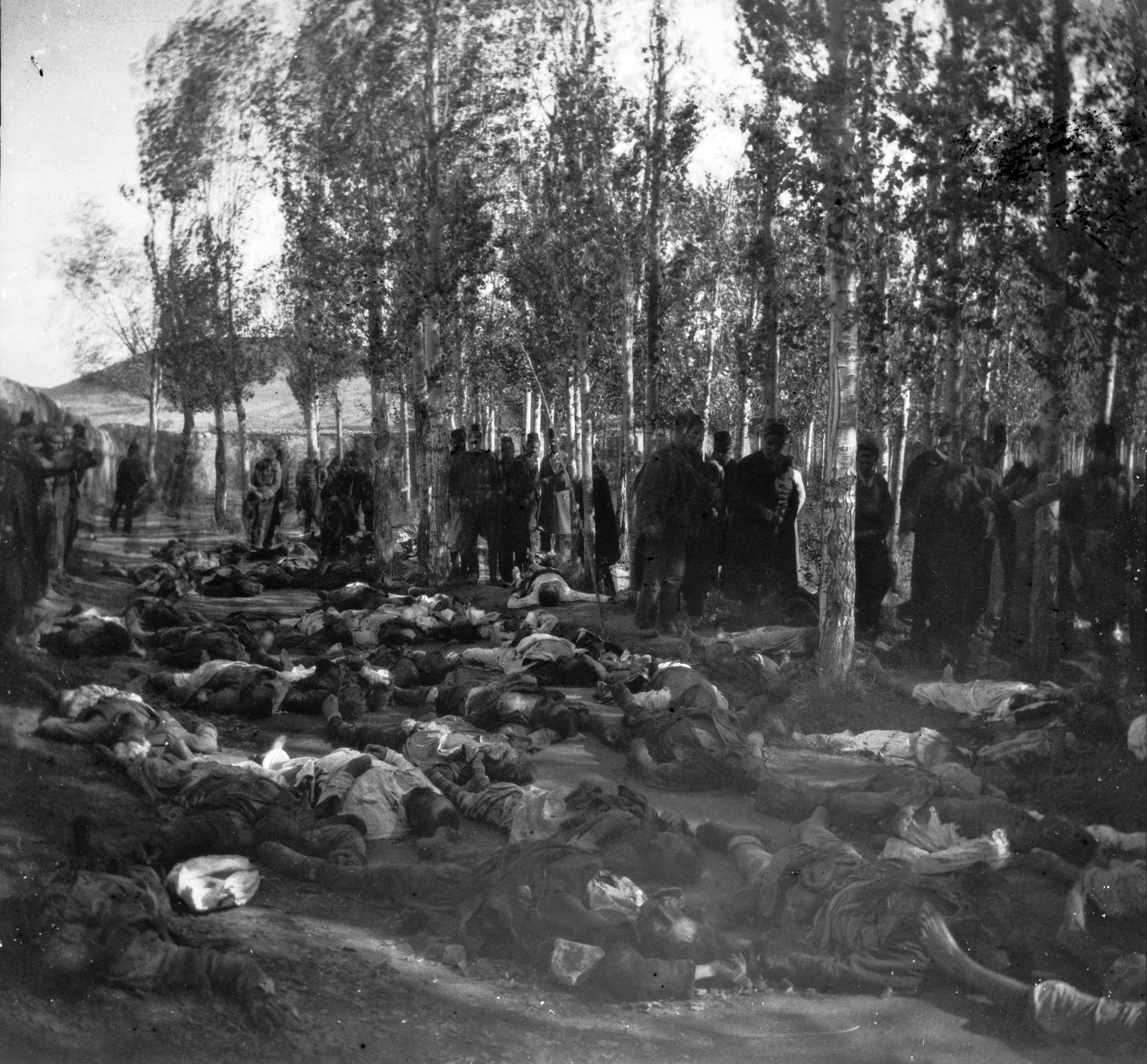
Foto representando a las víctimas de la masacre de armenios en Erzurum (actual Turquía), 30 de octubre de 1895.

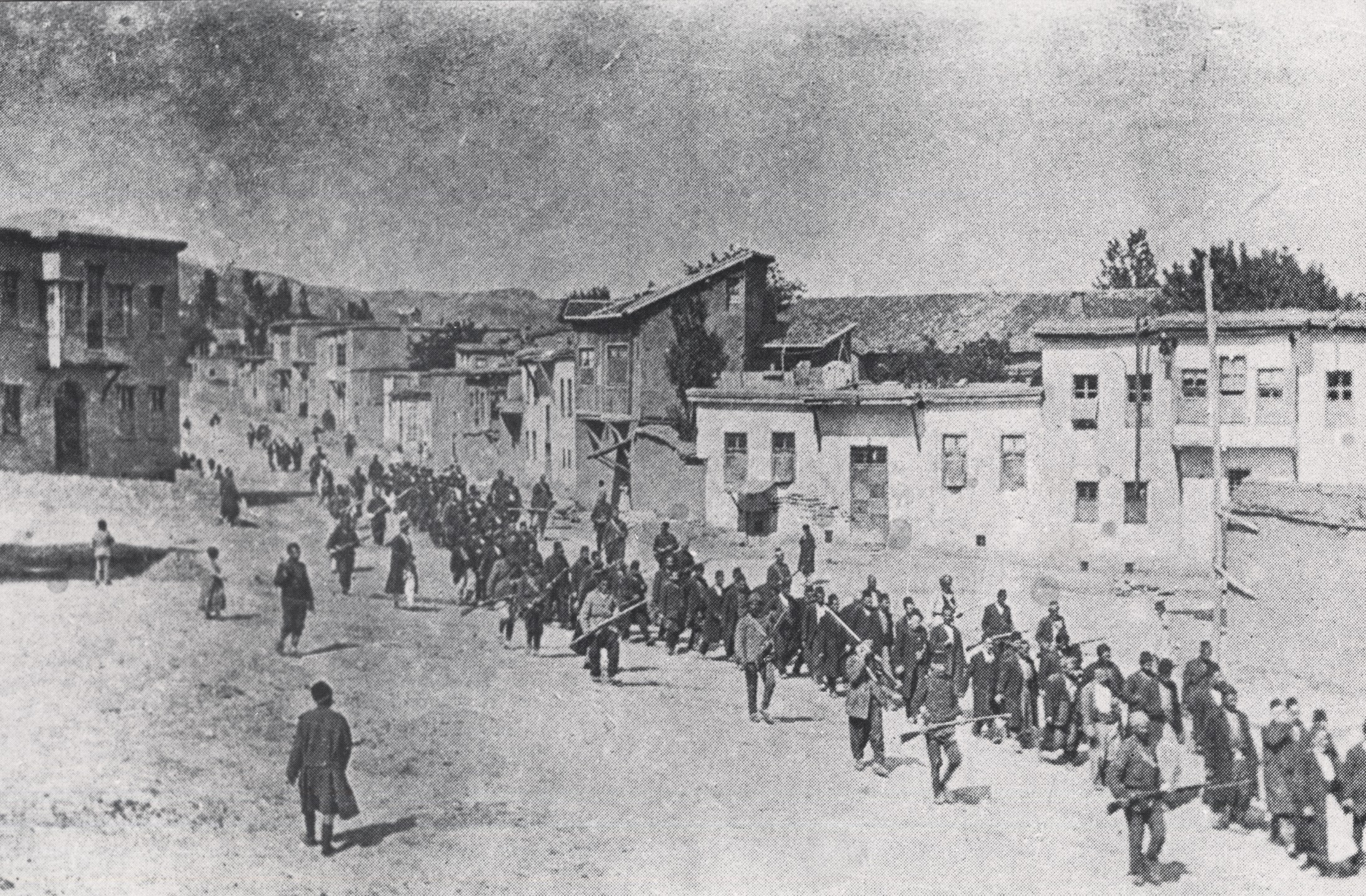
Foto de Armin T. Wegner, Los armenios son llevados por guardias armados de Karphert (en turco: Harput), donde los educados e influyentes de la ciudad han sido seleccionados para ser masacrados en el lugar adecuado más cercano, mayo de 1915

El genocidio contra el pueblo armenio  (en armenio: Հայոց Ցեղասպանություն Hayots tzeghaspanutiun; en turco: Ermeni Soykırımı o Ermeni Tehciri), también llamado holocausto armenio, o Gran Crimen (armenio: Մեծ Եղեռն Mec Yełeṙn), fue la deportación forzosa y el intento de exterminar la cultura armenia. Se calcula que entre un millón y medio y dos millones de civiles armenios fueron perseguidos y asesinados por el gobierno del Comité de Unión y Progreso en el Imperio otomano, entre 1915 y 1923.
Se caracterizó por su brutalidad en las masacres y la utilización de marchas forzadas con deportaciones en condiciones extremas, que llevaba a la muerte a muchos de los deportados. Durante este periodo, otros grupos étnicos cristianos también fueron masacrados por el Imperio otomano, entre ellos los asirios y los griegos pónticos. Algunos historiadores consideran que estos actos forman parte de la misma política genocida. Como resultado directo del genocidio, alrededor del mundo se formaron comunidades de la diáspora armenia.
El comienzo del genocidio se conmemora el 24 de abril de 1915, cuando las autoridades otomanas detuvieron a 235 miembros de la comunidad de armenios en Estambul. En los días siguientes, la cifra de detenidos ascendió a 600. Una orden del gobierno central estipuló la deportación de toda la población armenia, que no contaba con los medios para subsistir. La marcha forzada de los armenios por cientos de kilómetros, que atravesó zonas desérticas, provocó que la mayor parte de los deportados pereciera víctima del hambre, la sed y las privaciones. Los supervivientes eran robados y violados por los gendarmes que debían protegerlos, con frecuencia acompañados por bandas de asesinos y bandoleros.
Aunque el gobierno de la República de Turquía, sucesora del Imperio otomano, no niega que las masacres de civiles armenios ocurrieron, no admite que se trató de un genocidio y sostiene que las muertes no fueron el resultado de un plan de exterminio masivo, sistemático y premeditado dispuesto por el Estado otomano, sino que se debieron a las luchas interétnicas, las enfermedades y el hambre durante el confuso período de la Primera Guerra Mundial. A pesar de esta tesis, casi todos los estudiosos —incluso algunos turcos— opinan que los hechos encajan en la definición actual de genocidio.
Por lo general, se lo considera el primer genocidio moderno. De hecho, es el segundo caso de genocidio más estudiado, después del Holocausto. Hasta 2021, treinta países han reconocido el genocidio, entre otros Alemania, Rusia y los Estados Unidos.

## Terminología
El genocidio armenio tuvo lugar antes de la acuñación del vocablo «genocidio». Las palabras y frases utilizadas por los relatos contemporáneos para caracterizar el suceso incluyen «masacres», «atrocidades», «aniquilación», «holocausto», «el asesinato de una nación», «exterminio de razas» y «crimen de lesa humanidad». Raphael Lemkin acuñó el término «genocidio» en 1943, con el destino de los armenios en mente; luego explicó que «sucedió tantas veces... Les sucedió a los armenios, luego Hitler entró en acción».
Los supervivientes del genocidio usaron varios vocablos armenios para nombrar el suceso. Mouradian escribe que Yeghern («crimen»/«catástrofe»), o variantes como Medz Yeghern («gran crimen») y Abrilian Yeghern («el crimen de abril») fueron las locuciones más utilizadas. El nombre Aghed, generalmente traducido como «catástrofe», fue, según Beledian, el término más usado en la literatura armenia para nombrar el suceso. Después de que el vocablo «genocidio» fuera acuñado, se usó también la palabra «Armenocidio» como nombre para el genocidio armenio.
Las obras que buscan negar el genocidio armenio a menudo asocian palabras calificadas con el término «genocidio», como «llamado», «alegado» o «disputado», o lo califican como «controversia», o lo descartan como «acusaciones armenias», «reclamos armenios» o «mentiras armenias», o emplean eufemismos para evitar la palabra genocidio, como llamarlo «tragedia para ambos lados» o «los eventos de 1915». El uso que hizo el presidente estadounidense Barack Obama de la locución Medz Yeghern al referirse al genocidio armenio ha sido descrito como «un medio para evitar la palabra genocidio».
Varias organizaciones internacionales han estudiado las atrocidades, todas determinando que el vocablo «genocidio» describe acertadamente la «masacre otomana de armenios en 1915–16». Entre las organizaciones que afirman esta conclusión se encuentran el Centro Internacional de Justicia Transicional, la Asociación Internacional de Investigadores del Genocidio y la Subcomisión de Prevención de Discriminaciones y Protección de las Minorías de las Naciones Unidas.
En 2005, la Asociación Internacional de Eruditos por el Genocidio afirmó que las pruebas académicas revelaron que el «gobierno de los jóvenes turcos del Imperio Otomano comenzó un genocidio sistemático de sus ciudadanos armenios, una población cristiana minoritaria y desarmada. Más de un millón de armenios fueron exterminados por matanza directa, inanición, torturas y marchas forzadas». El IAGS también condenó los intentos turcos de negar la realidad objetiva y moral del genocidio armenio. En 2007, la Fundación Elie Wiesel para la Humanidad publicó una carta firmada por 53 premios Nobel que reafirmaba la conclusión de los eruditos del genocidio de que los asesinatos de armenios en 1915 constituían genocidio.
Bat Ye'or ha sugerido que «el genocidio de los armenios fue un yihad». Ye'or sostiene la yihad y lo que ella llama «dhimmitude» para estar entre los «principios y valores» que llevaron al genocidio armenio. Esta perspectiva es cuestionada por Fà'iz el-Ghusein, un testigo árabe beduino de la persecución armenia, cuyo tratado de 1918 tenía como objetivo «refutar de antemano las invenciones y calumnias contra la fe del Islam y contra los musulmanes en general... Lo que los armenios han sufrido es para ser atribuido al Comité de Unión y Progreso... Esto se debe a su fanatismo nacionalista y sus celos de los armenios, y solo a estos; la fe del Islam es inocente de sus acciones».: 49  Arnold Toynbee escribe que «los jóvenes turcos hicieron que el panislamismo y el nacionalismo turco trabajaran juntos para lograr sus fines, pero el desarrollo de su política muestra que el elemento islámico está retrocediendo y que el nacionalista está ganando terreno». Toynbee y varias otras fuentes informan que muchos armenios se salvaron de la muerte al casarse con familias turcas o convertirse al islam. Preocupado de que los occidentales consideraran el «exterminio de los armenios» como «una mancha negra en la historia del Islam, que las edades no borrarán», El-Ghusein también observa que muchos conversos armenios fueron condenados a muerte.: 39  En un caso, cuando un jerarca islámico apeló a los conversos armenios que se separan del Islam, El-Ghusein cita a un funcionario del gobierno como respondiendo que «la política no tiene religión», antes de enviar a los conversos a la muerte.: 49 

## Contexto histórico y antecedentes

### Población armenia en el Imperio otomano

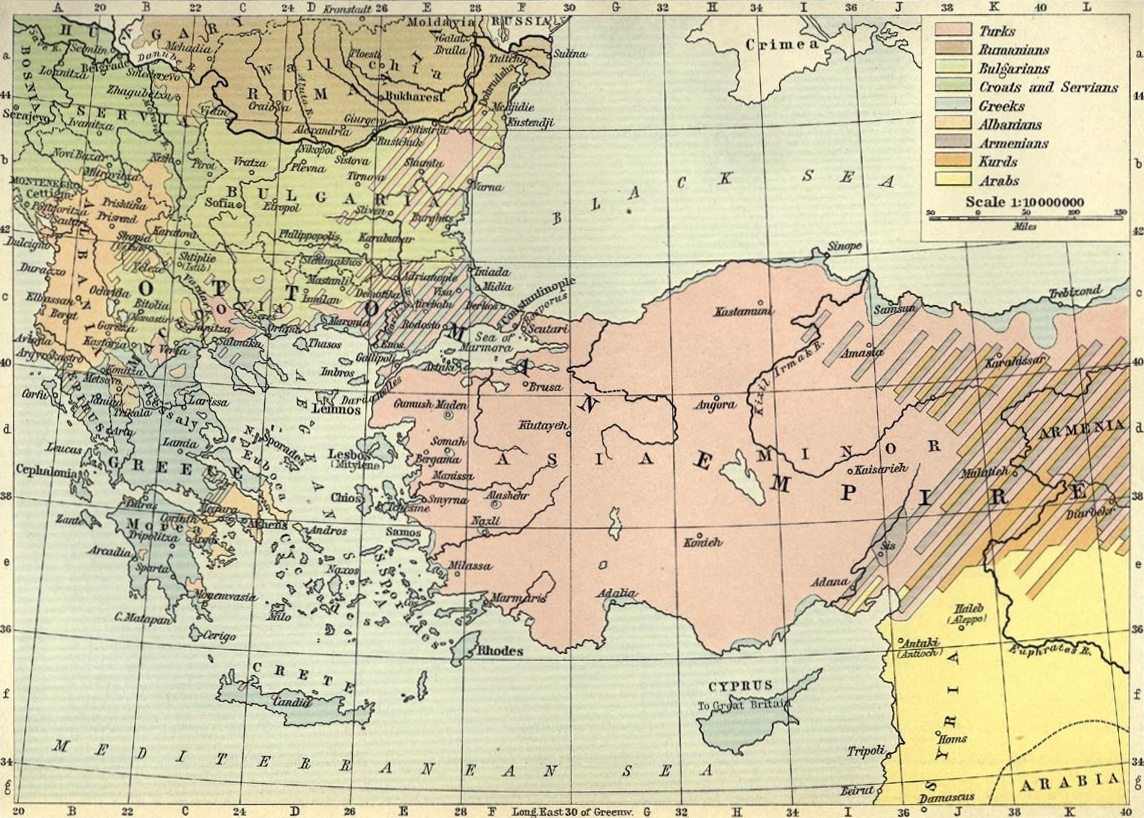
La mayor parte de la población armenia se concentraba en el este del Imperio otomano

La parte occidental de la Armenia histórica, conocida como Armenia occidental, había quedado bajo jurisdicción otomana por la Paz de Amasya (1555) y estaba permanentemente separada de Armenia oriental por el Tratado de Zuhab (1639). A partir de entonces, la región se denominó alternativamente como Armenia «turca» u «otomana». La gran mayoría de armenios se agruparon en una comunidad semiautónoma, el millet armenio, dirigido por uno de los jefes espirituales de la Iglesia apostólica armenia, el Patriarca armenio de Constantinopla. Los armenios se concentraban principalmente en las provincias orientales del Imperio Otomano, aunque también se encontraban grandes comunidades en las provincias occidentales, así como en la capital, Estambul.
La comunidad armenia estaba formada por tres denominaciones religiosas: católica armenia, protestante armenia y apostólica armenia, la Iglesia de la gran mayoría de los armenios. Bajo el sistema de millet,  se permitió a la comunidad armenia autogobernarse, con escasa injerencia del gobierno otomano. La mayoría de los armenios, aproximadamente el 70 %, vivían en condiciones pobres y peligrosas en el campo, a excepción de los ricos, de la clase amira con sede en Estambul, una elite social cuyos miembros incluían a los duzianos (Directores de la Casa de la Moneda Imperial), los balyanos (Jefe Imperial de los arquitectos) y los dadianos (Superintendente de molinos de pólvora y gerente de fábricas industriales). Las cifras del censo otomano chocan con las estadísticas recopiladas por el 
Patriarcado de Armenia. Según este último, había casi tres millones de armenios viviendo en el imperio en 1878 (400 000 en Estambul y los Balcanes, 600 000 en Asia Menor y Cilicia, 670 000 en Armenia Menor) y el área cerca de Kayseri y 1,3 millones en Armenia occidental).
En las provincias orientales, los armenios estaban sujetos a los caprichos de sus vecinos turcos y kurdos, quienes con frecuencia les cobraban impuestos excesivos, los sometían a bandadas y secuestros, los obligaban a convertirse al Islam y los explotaban de otra manera sin la interferencia de las autoridades centrales o locales. En el Imperio Otomano, de acuerdo con el sistema de dhimmi implementado en los países musulmanes, se les otorgó ciertas libertades, como a los demás cristianos y también a los judíos. El sistema dhimmi en el Imperio Otomano se basó en gran medida en el Pacto de Umar. El estatus de cliente establecía los derechos de los no musulmanes a la propiedad, a los medios de vida y a la libertad de culto, pero en esencia se los trataba como ciudadanos de segunda clase en el imperio y en turco se los conocía como gavours, una palabra peyorativa que significa «infiel» o «no creyente». La cláusula del Pacto de Umar, que prohibía a los no musulmanes construir nuevos lugares de culto, se impuso históricamente en algunas comunidades del Imperio Otomano y se ignoró en otros casos, a discreción de las autoridades locales. Aunque no había leyes que ordenaran los guetos religiosos, esto llevó a que las comunidades no musulmanas se agruparan alrededor de los lugares de culto existentes.
Además de otras limitaciones legales, los cristianos no fueron considerados iguales a los musulmanes y se les impusieron varias prohibiciones. El testimonio contra los musulmanes por parte de cristianos y judíos era inadmisible en los tribunales de justicia donde un musulmán podía ser castigado. Esto significaba que su testimonio solo podía considerarse en casos comerciales. Se les prohibió llevar armas o cabalgar sobre caballos y camellos. Sus casas no podían ser más altas que las de los musulmanes. Sus prácticas religiosas estaban severamente circunscritas; por ejemplo, el toque de campanas de la iglesia estaba estrictamente prohibido.

### Reforma, 1840–1880
A mediados del siglo XIX, las tres principales potencias europeas, Gran Bretaña, Francia y Rusia, comenzaron a cuestionar el trato que el Imperio Otomano daba a sus minorías cristianas y lo presionaron para que otorgara iguales derechos a todos sus súbditos. Desde 1839 hasta la declaración de una constitución en 1876, el gobierno otomano instituyó el Tanzimat, una serie de reformas diseñadas para mejorar el estado de las minorías. Sin embargo, la mayoría de las reformas nunca se implementaron porque la población musulmana del imperio rechazó el principio de igualdad para los cristianos. A fines de la década de 1870, los griegos, junto con otras naciones cristianas en los Balcanes, frustrados con sus condiciones, a menudo con la ayuda de los poderes de la Entente, se habían liberado del gobierno otomano.: 192 
En general, el pueblo armenio permaneció pasivo durante estos años, ganándose el título de millet-i sadika o el «millet leal». A mediados de la década de 1860 y principios de la década de 1870, esta pasividad dio paso a nuevas corrientes de pensamiento en la sociedad armenia. Dirigidos por intelectuales educados en universidades europeas o escuelas misioneras estadounidenses en Turquía, los armenios comenzaron a cuestionar su estatus de segunda clase y presionaron para que su gobierno los tratara mejor. En uno de esos casos, después de acumular las firmas de campesinos de Armenia occidental, el Consejo Comunitario de Armenia solicitó al gobierno otomano que atendiera sus principales reclamaciones: «El saqueo y asesinato en ciudades armenias por parte de los kurdos [musulmanes] y circasianos, irregularidades durante la recaudación de impuestos, comportamiento criminal de los funcionarios del gobierno y la negativa a aceptar a los cristianos ortodoxos armenios como testigos en juicios». El gobierno otomano consideró estas quejas y prometió castigar a los responsables, pero nunca se tomaron medidas significativas para hacerlo.: 36 
Tras la violenta represión de los cristianos ortodoxos durante la Gran Crisis del Este, particularmente en Bosnia y Herzegovina, Bulgaria y Serbia, el Reino Unido y Francia invocaron el Tratado de París de 1856 al afirmar que les otorgaba el derecho de intervenir y proteger a las minorías cristianas del Imperio Otomano.: 35ff  Bajo una presión creciente, el gobierno del sultán Abdul Hamid II se declaró monarquía constitucional con un parlamento (que fue prorrogado casi de inmediato) y entró en negociaciones con los poderes. Al mismo tiempo, el patriarca armenio de Constantinopla, Nerses II, transmitió quejas armenias de «confiscación forzosa de tierras generalizada... conversión forzada de mujeres y niños, incendios, extorsión de protección, violación y asesinato» a los Poderes.: 37 
La guerra ruso-turca de 1877-1878 terminó con la victoria decisiva de Rusia y su ejército, y con la ocupación de gran parte del este de Turquía, pero no antes de que distritos armenios enteros hubieran sido devastados por masacres llevadas a cabo con la connivencia de las autoridades otomanas. A raíz de tales actos, el patriarca Nerses y sus emisarios apelaron repetidamente a los jerarcas rusos para instar la inclusión de una cláusula que otorgase autogobierno local a los armenios en el Tratado de San Stefano, que se firmó el 3 de marzo de 1878. Los rusos fueron receptivos y redactaron la cláusula, pero los otomanos la rechazaron rotundamente durante las negociaciones. En su lugar, las dos partes acordaron una cláusula que hizo que la implementación de las reformas de la Sublime Puerta en las provincias armenias fuera una condición para la retirada de Rusia, designando así a Rusia como garante de las reformas. La cláusula apareció en el tratado como artículo 16 y significó la primera aparición de lo que la diplomacia europea conoció como «la Cuestión Armenia».
Al recibir una copia del tratado, Gran Bretaña se opuso rápidamente y, en particular, al artículo 16, que consideraba que cedía excesiva influencia a Rusia. Inmediatamente presionó para que se convocara un congreso de las grandes potencias para discutir y revisar el tratado, lo que llevó al Congreso de Berlín, de junio a julio de 1878. El patriarca Nerses envió una delegación encabezada por su distinguido predecesor, el arzobispo Khrimian Hayrik, para hablar por los armenios, pero no fue admitido en las sesiones porque no representaba a ningún país. Confinada en la periferia, la delegación hizo todo lo posible por ponerse en contacto con los representantes de los poderes y argumentar el caso de la autonomía administrativa armenia dentro del Imperio Otomano, pero con escaso resultado.
Tras un acuerdo alcanzado con los representantes otomanos, Gran Bretaña elaboró una versión edulcorada del Artículo 16 para reemplazar la original: una cláusula que mantenía la llamada a las reformas, pero omitió cualquier referencia a la ocupación rusa, prescindiendo así de la garantía principal de su aplicación. A pesar de una referencia ambigua a la supervisión de la Gran Potencia, la cláusula no compensó la eliminación de la garantía rusa con ningún equivalente tangible, lo que dejó el momento y el destino de las reformas a la discreción de la Sublime Puerta.: 38–39  La cláusula fue adoptada fácilmente como el artículo 61 del Tratado de Berlín el último día del Congreso, el 13 de julio de 1878, ante la profunda decepción de la delegación armenia.

### Movimiento de liberación nacional armenio
Las perspectivas de reformas se desvanecieron rápidamente después de la firma del tratado de Berlín, a medida que las condiciones de seguridad en las provincias armenias iban de mal en peor y proliferaban los abusos. Molestos con este giro de los acontecimientos, varios intelectuales armenios desilusionados que vivían en Europa y Rusia decidieron formar partidos políticos y sociedades dedicadas a ayudar a sus compatriotas en el Imperio Otomano. En el último cuarto del siglo XIX, este movimiento fue dominado por tres partidos: el Armenakan —cuya influencia se limitó a la ciudad de Van—, el Partido Socialdemócrata Hunchak y la Federación Revolucionaria Armenia (Dashnaktsutiun). Dejando de lado las diferencias ideológicas, todos los partidos tenían el objetivo común de lograr mejores condiciones sociales para los armenios del Imperio Otomano a través de la autodefensa y abogar por una mayor presión europea sobre el gobierno otomano para implementar las reformas prometidas.

## Primeras masacres

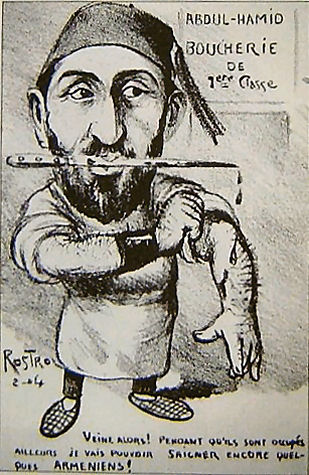
Una caricatura política francesa contemporánea retrata al sultán Abdul Hamid II como un carnicero de los armenios.

Durante la segunda mitad del siglo XIX comenzaron a difundirse movimientos de orientación nacionalista entre los armenios. El Imperio otomano, que tuvo que aceptar en el Tratado de San Stefano la independencia de Rumania, Serbia y Montenegro, además de la semiindependencia de Bulgaria, quería evitar a toda costa la creación de un Estado armenio, previsiblemente favorable a Rusia, al este.

### Masacres hamidianas
Entre 1894 y 1896 se produjeron las llamadas «masacres hamidianas», llamadas así por el nombre del sultán otomano bajo cuyo mandato se perpetraron, Abdul Hamid II, conocido por esta razón como el «Sultán Rojo». El etnógrafo William Ramsay calculó el número de víctimas armenias en unas doscientas mil, aunque actualmente muchos señalan como más acertada la cifra de trescientos mil. El sultán declaró su inquebrantable decisión de seguir una política de severidad y de terror contra los armenios, hasta su aniquilamiento. Ordenó evitar toda negociación, con el fin de forzarlos a sublevarse y así justificar sus medidas finales.
Un vicecónsul francés declaró que el objetivo del Imperio otomano era «aniquilar gradualmente a los elementos cristianos, dando a los jefes kurdos carta blanca para hacer lo que quisieran, desde enriquecerse de los bienes de los cristianos, hasta satisfacer sus caprichos sexuales, fueran mujeres o niños...». La peor atrocidad se produjo en Urfa, donde tropas otomanas incendiaron la catedral armenia, en la que tres mil armenios se habían refugiado, y fusilaron a quien intentara escapar.
El historiador turco Osman Nuri observó: «La mera mención de la palabra «reforma» irritaba a Abdul Hamid II, incitando su instinto criminal». En 1897 Abdul Hamid declaró que la cuestión armenia se daba por concluida. El gobierno otomano cerró instituciones y restringió los movimientos políticos de los armenios.
Las matanzas, los abusos y la crueldad turca atrajeron la compasión por los armenios de la prensa europea y estadounidense, que calificó a Hamid como «el gran asesino» y «el Sultán sangriento».

## Preludio al genocidio

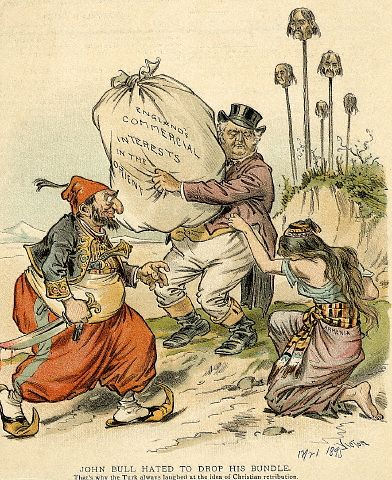
Viñeta de la época que alude a los intereses comerciales del Reino Unido en las actuaciones del Imperio otomano respecto a los armenios

### Revolución de los Jóvenes Turcos de 1908
El 24 de julio de 1908, las esperanzas de los armenios de igualdad en el Imperio Otomano se encendieron cuando un golpe de Estado organizado por oficiales del Tercer Ejército Otomano, con sede en Salónica, derrocó a Abdul Hamid II del poder y restauró una monarquía constitucional. Los oficiales formaban parte del movimiento de los Jóvenes Turcos, que quería reformar la administración del estado decadente del Imperio otomano y modernizarlo a los estándares europeos. El movimiento era una coalición anti-Hamidiana, formada por dos grupos distintos: los constitucionalistas liberales y los nacionalistas. Los primeros eran más democráticos y aceptaban a los armenios, mientras que los últimos eran menos tolerantes con el pueblo armenio y sus frecuentes solicitudes de asistencia europea.: 140–41  En 1902, durante un congreso de los Jóvenes Turcos celebrado en París, los jefes del ala liberal, Mehmed Sabâhaddin y Ahmed Riza Bey, persuadieron parcialmente a los nacionalistas para que incluyeran en sus objetivos la garantía de algunos derechos para todas las minorías del imperio.
Una de las numerosas facciones dentro del movimiento de los Jóvenes Turcos fue una organización revolucionaria secreta llamada Comité de Unión y Progreso (CUP). Obtuvo su membresía de oficiales del ejército descontentos con sede en Salónica y estaba detrás de una ola de motines contra el gobierno central. En 1908, elementos del Tercer Ejército y el Segundo Cuerpo de Ejército declararon su oposición al Sultán y amenazaron con marchar hacia la capital para destituirlo. Hamid, sacudido por la ola de resentimiento, abandonó el poder cuando armenios, griegos, asirios, árabes, búlgaros y turcos se regocijaron con su destronamiento.: 143–44 

### Masacre de Adana

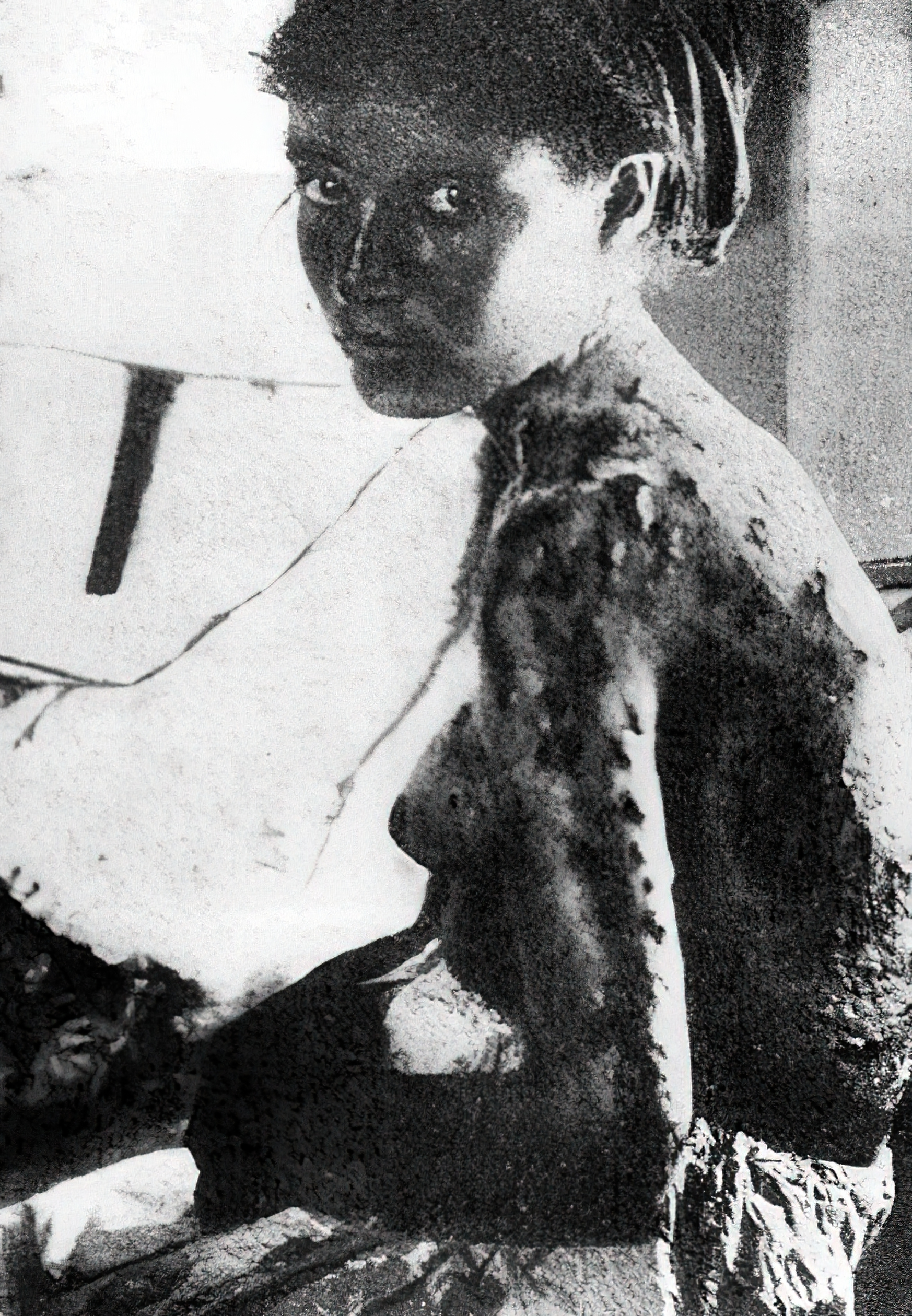
Una mujer armenia de Adana torturada muestra sus heridas causadas con cuchillos.

El 13 de abril de 1909 se produjo un contragolpe. Algunos elementos militares del Imperio otomano, con la colaboración de los estudiantes de teología islámica, quisieron devolver el control del país a manos del sultán y al imperio de la ley islámica. Proliferaron los disturbios y combates entre las fuerzas reaccionarias y las fuerzas del Comité de Unión y Progreso (CUP) hasta que el CUP fue capaz de sofocar la sublevación y detener a los dirigentes de la oposición.
El movimiento dirigido inicialmente por el naciente gobierno de los Jóvenes Turcos se percibió como un apoyo para sofocar la violencia y restablecer el orden y el gobierno. Sin embargo, distintas fuentes afirman que las tropas otomanas tomaron parte en el saqueo de los enclaves armenios de la provincia de Adana. Entre quince mil y treinta mil armenios fueron asesinados en el curso de la «Masacre de Adana».

### Conflicto en los Balcanes y Rusia
Tras la masacre de Adana de 1909, en 1912 estalló la primera guerra de los Balcanes, que terminó con la derrota del Imperio otomano, así como la pérdida del 85 % de su territorio europeo. Muchos en el imperio vieron su derrota como «el castigo divino de Alá para una sociedad que no sabía cómo recuperarse».: 84  Gradualmente, el movimiento nacionalista turco en el país llegó a ver a Anatolia como su último refugio. La población armenia formó una importante minoría en esta región.
Una consecuencia importante de las guerras de los Balcanes también fue la expulsión masiva de musulmanes (conocidos como muhacires) de los Balcanes. A mediados del siglo XIX, cientos de miles de musulmanes, incluidos turcos, circasianos y chechenos, fueron expulsados por la fuerza y otros emigraron voluntariamente del Cáucaso y los Balcanes (Rumelia) como resultado de las guerras ruso-turcas, el genocidio circasiano y los conflictos en los Balcanes. La sociedad musulmana en el imperio se indignó por esta inundación de refugiados. Una revista publicada en Constantinopla expresó el estado de ánimo de los tiempos: «Que esto sea una advertencia... ¡Oh musulmanes, no se sientan cómodos! No dejen que su sangre se enfríe antes de vengarse».: 86  Hasta 850 000 refugiados se asentaron en áreas donde residían los armenios. A los muhacires les molestaba el estatus de sus vecinos relativamente acomodados y, como han señalado el historiador Taner Akçam y otros, algunos de ellos jugaron un papel fundamental en los asesinatos de los armenios y en la confiscación de sus propiedades durante el genocidio.: 86–87 

## Genocidio armenio
El 2 de noviembre de 1914, el Imperio Otomano inauguró el frente del Oriente Próximo de la Primera Guerra Mundial entrando en hostilidades del lado de las Potencias Centrales y contra los Aliados. Las batallas de la campaña del Cáucaso, la Persa y la de Gallipoli afectaron a varios centros armenios populosos. Antes de entrar en la guerra, el gobierno otomano había enviado representantes al congreso armenio en Erzurum para persuadir a los armenios otomanos para que facilitaran la conquista de Transcaucasia incitando a la insurrección de los armenios rusos contra el ejército ruso en caso de que se abriera un frente en el Cáucaso.: 136  El 24 de diciembre de 1914, el ministro de Guerra Enver Pasha ejecutó un plan para cercar y destruir al Ejército del Cáucaso ruso en Sarikamish, con el fin de recuperar los territorios perdidos con Rusia después de la guerra ruso-turca de 1877-1878. Las fuerzas de Enver Pasha fueron derrotadas y casi completamente destruidas. Al regresar a Constantinopla, Enver Pasha culpó públicamente de su derrota a los armenios de la región por haberse puesto del lado activo de los rusos.: 200  En noviembre de 1914, Shaykh ul-Islam proclamó la yihad («guerra santa») contra los cristianos. Esto se usó más tarde como un factor para provocar a las masas radicales en la ejecución del Genocidio Armenio.

### Batallones de trabajo
El 25 de febrero de 1915, el Estado Mayor Otomano difundió la «Directiva 8682» del ministro de Guerra Enver Pasha sobre «Mayor seguridad y precauciones» a todas las unidades militares, instando a remover a todos los armenios étnicos que sirven en las fuerzas otomanas de sus puestos y a su desmovilización. Fueron asignados a los batallones de trabajo desarmados (en turco: amele taburları). La directiva acusó al patriarcado armenio de revelar secretos de Estado a los rusos. Enver Pasha explicó esta decisión «por temor a que colaboraran con los rusos». Tradicionalmente, el ejército otomano solo reclutaba hombres no musulmanes entre las edades de 20 y 45 años en el ejército regular. Los soldados no musulmanes más jóvenes (15-20) y mayores (45-60) siempre habían sido utilizados como apoyo logístico a través de los batallones de trabajo. Antes de febrero, algunos de los reclutas armenios fueron utilizados como trabajadores (hamals), aunque finalmente serían ejecutados. La transferencia de reclutas armenios de combate activo a pasivos, en secciones logísticas desarmadas, fue un importante precursor del genocidio posterior. Como se informó en Las memorias de Naim Bey, la ejecución de los armenios en estos batallones fue parte de una estrategia premeditada del Comité de Unión y Progreso (CUP). Muchos de estos reclutas armenios fueron ejecutados por bandas turcas locales.: 178 

### Van, abril de 1915

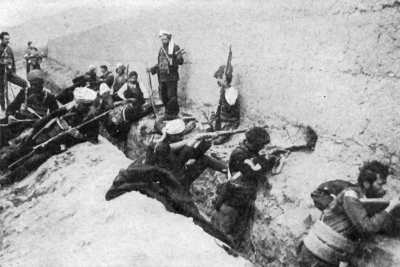
Armenios defendiendo Van en abril de 1915

El 19 de abril de 1915, Jevdet Bey exigió que la ciudad de Van le proporcionara inmediatamente cuatro mil soldados bajo el pretexto de la conscripción. Sin embargo, la población armenia tenía claro que su objetivo era masacrar a los hombres sanos de Van para que no hubiera defensores. Jevdet Bey ya había utilizado su escrito oficial en aldeas cercanas, aparentemente para buscar armas; pero de hecho, para iniciar masacres al por mayor.: 202  Para ganar tiempo, los armenios ofrecieron quinientos soldados y dinero de exención por el resto, pero Jevdet Bey los acusó de «rebelión» y afirmó su determinación de «aplastarlos» a cualquier coste. «Si los rebeldes disparan un solo tiro», declaró, «mataré a todos los cristianos, a las mujeres y [apuntando la rodilla] a todos los niños, hasta aquí».: 205 
Al día siguiente, 20 de abril de 1915, comenzó el asedio de Van, cuando una mujer armenia fue acosada, y los dos soldados armenios que acudieron en su ayuda fueron asesinados por soldados otomanos. Los defensores armenios protegieron a los treinta mil residentes y quince mil refugiados que vivían en un área de aproximadamente un kilómetro cuadrado del barrio armenio y el suburbio de Aigestan, con mil quinientos fusileros con  trescientos rifles, y mil pistolas y armas antiguas. El conflicto duró hasta que el general Yudenich de Rusia llegó a su rescate.
Los informes sobre el conflicto de Alepo y Van llegaron al embajador de los Estados Unidos en el Imperio Otomano Henry Morgenthau, Sr., lo que le llevó a plantear el problema en persona con Talaat y Enver. Cuando les citó los testimonios de los funcionarios de su consulado, justificaron las deportaciones como necesarias para la guerra, sugiriendo que la complicidad de los armenios de Van con las fuerzas rusas que habían tomado la ciudad justificaba la persecución de todos los armenios étnicos.: 300 

### Arresto y deportación de notables armenios, abril de 1915

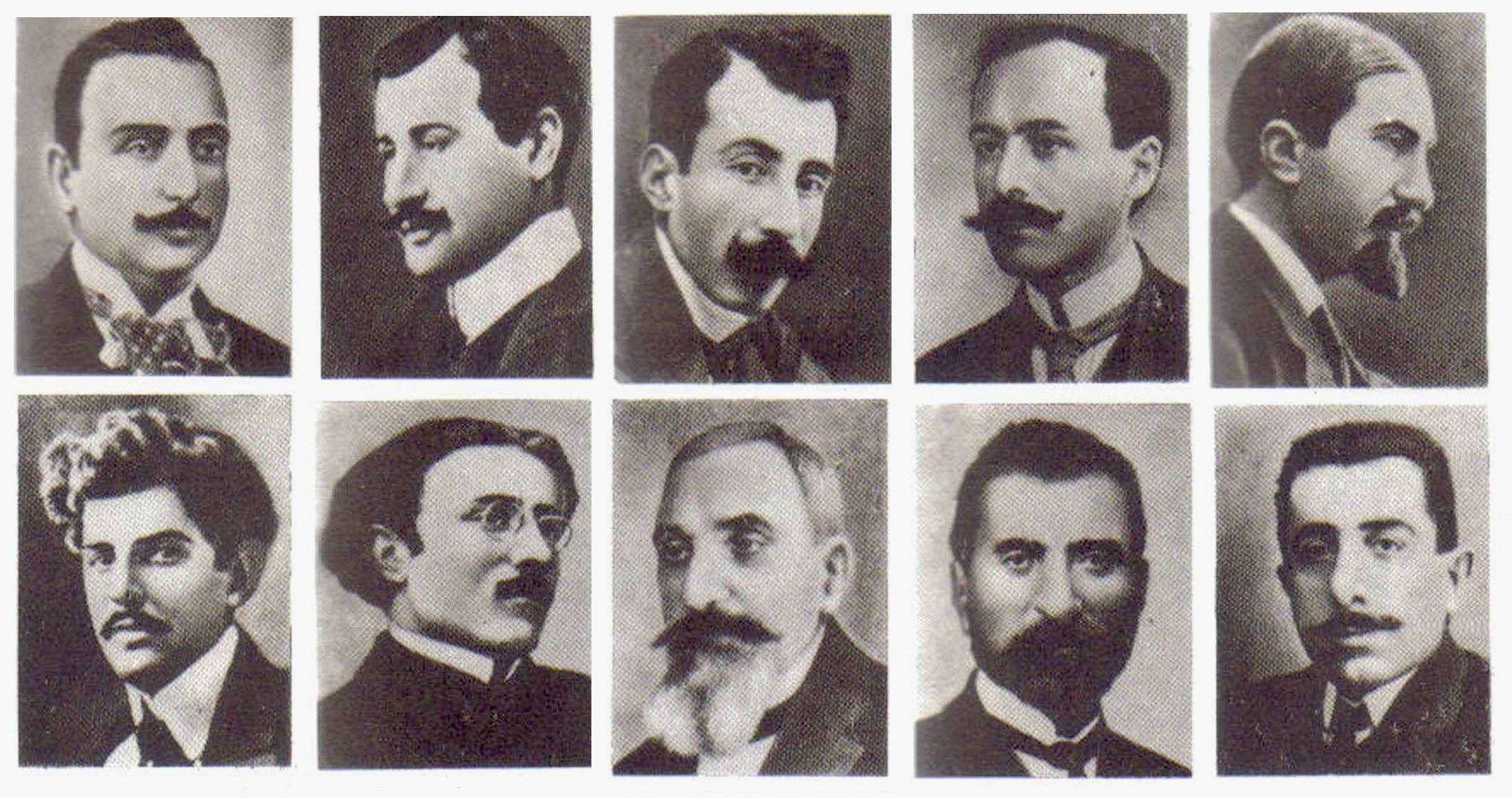
Algunos intelectuales armenios arrestados el 24 de abril de 1915; unas semanas después fueron deportados y asesinados.

Para 1914, las autoridades otomanas ya habían comenzado una campaña de propaganda para presentar a los armenios que vivían en el Imperio Otomano como una amenaza para la seguridad del imperio. Un oficial naval otomano en la Oficina de Guerra describió la planificación:

Para justificar este enorme crimen, el material de propaganda requerido se preparó a fondo en Estambul. [Incluía declaraciones como] "los armenios están aliados con el enemigo. Lanzarán un levantamiento en Estambul, matarán a los líderes ittihadistas y lograrán abrir el estrecho [de los Dardanelos]".: 220 

En la noche del 23 al 24 de abril de 1915, conocido como el domingo rojo (en armenio: Կարմիր Կիրակի Garmir Giragi), el gobierno otomano detuvo y encarceló a unos 250 intelectuales armenios y líderes comunitarios de la capital otomana, Constantinopla, y más tarde de otros lugares, que fueron trasladados a dos centros de detención cerca de Ankara.: 211–12  Esta fecha coincidió con los desembarcos de las tropas aliadas en Galípoli, después de sus intentos fallidos de bloquear los Dardanelos en Constantinopla en febrero y marzo de 1915.
Tras la aprobación de la Ley Tehcir el 29 de mayo de 1915, los jerarcas armenios fueron gradualmente deportados y asesinados, excepto los pocos que pudieron regresar a Constantinopla. Por esta razón, la fecha del 24 de abril se conmemora como el Día de conmemoración del genocidio armenio en todo el mundo.

### Deportaciones
En mayo de 1915, Mehmet Talaat Pasha solicitó que el gabinete y el Gran Visir Said Halim Pasha legalizaran una medida para deportar armenios a otros lugares, debido a lo que Talaat Pasha llamó «las revueltas y masacres armenias, que habían surgido en varios lugares en el país». Sin embargo, Talaat Pasha se refería específicamente a los sucesos en Van y extendió su aplicación a las regiones en las que las presuntas «revueltas y masacres» afectarían la seguridad de la zona de guerra de la Campaña del Cáucaso. Más tarde, se amplió el alcance de la deportación para incluir a los armenios de las restantes provincias.

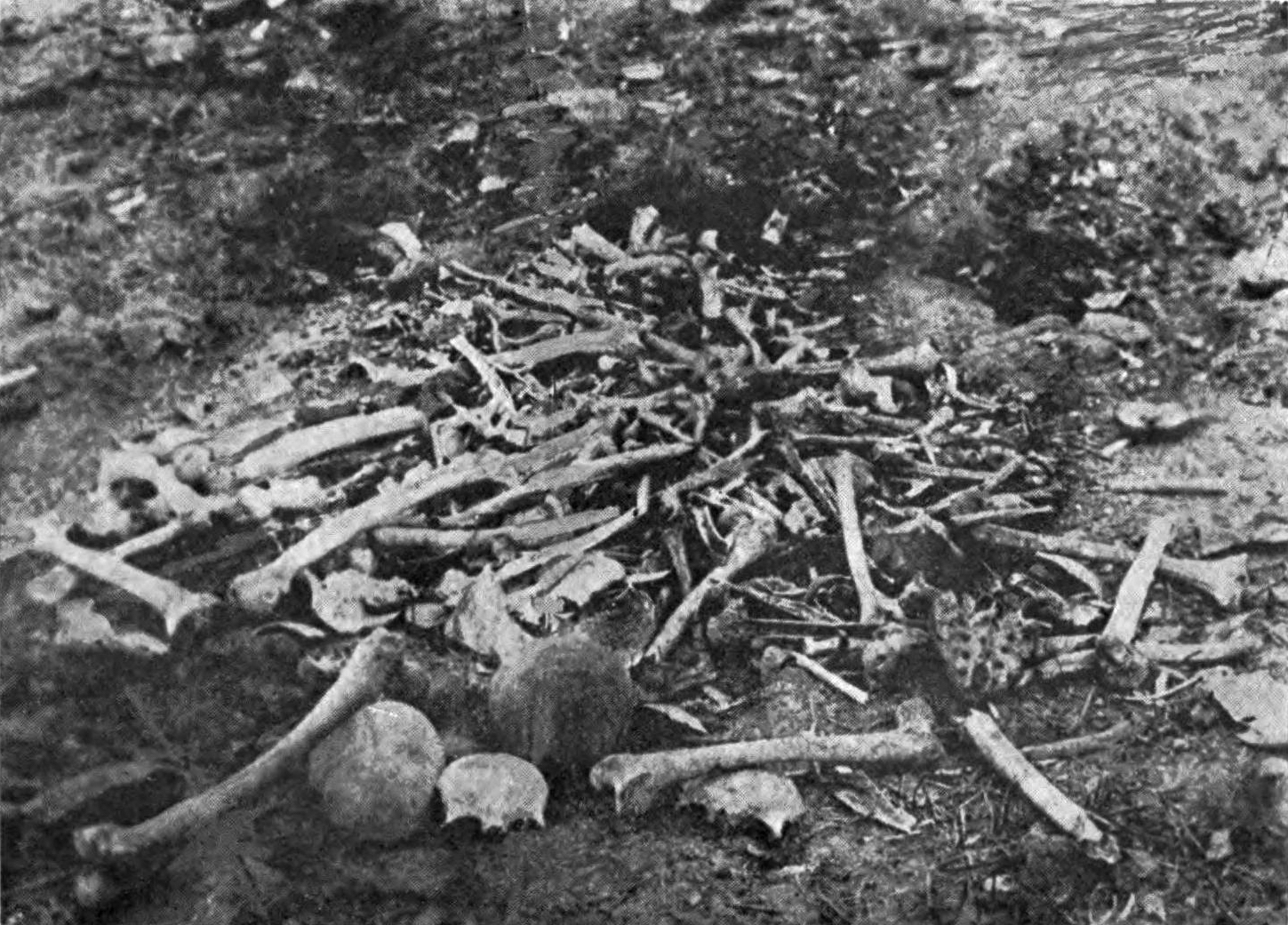
Restos de armenios masacrados en Erzincan

El 29 de mayo de 1915, el Comité Central de la CUP aprobó la Ley Temporal de Deportación («Ley Tehcir»), otorgando al gobierno otomano la autorización militar para deportar a cualquiera que se «percibiera» como una amenaza para la seguridad nacional.: 186–88 

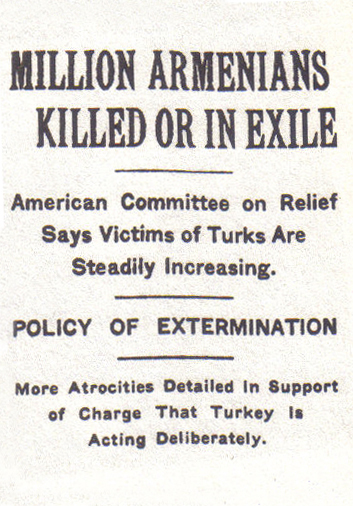
Titular de The New York Times, 15 de diciembre de 1915

Con la implementación de la Ley de Tehcir, el decomiso de los bienes armenios y la masacre de los armenios que siguió a su promulgación indignó a gran parte del mundo occidental. Si bien los aliados del Imperio Otomano durante la guerra protestaron débilmente, gran cantidad de documentos históricos alemanes y austriacos reflejan el horror de los testigos ante los asesinatos y el hambre masivos del pueblo armenio.: 329–31 : 212–13  En los Estados Unidos, The New York Times informó casi a diario sobre el asesinato masivo de personas armenias, describiendo el proceso como «sistemático», «autorizado» y «organizado por el gobierno». Theodore Roosevelt lo caracterizaría más tarde como «el mayor crimen de la guerra».
El historiador Hans-Lukas Kieser afirma que, a partir de las declaraciones de Talaat Pasha, queda claro que los funcionarios sabían que la orden de deportación era genocida. Otro historiador, Taner Akçam, afirma que los telegramas muestran que Talaat Pasha asumió la coordinación general del genocidio. En 2017, Akçam pudo acceder a uno de los telegramas originales, archivados en Jerusalén, que indagó sobre la liquidación y eliminación de Armenia.

#### Marchas de la muerte

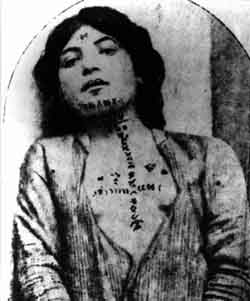
Esclava armenia a la venta en 1915.

Los armenios fueron llevados a la ciudad siria de Deir ez-Zor y al desierto circundante. El gobierno otomano retuvo deliberadamente las instalaciones y suministros que habrían sido necesarios para mantener con vida a cientos de miles de deportados armenios durante y después de su marcha forzada hacia el desierto sirio. En agosto de 1915, The New York Times repitió un informe no atribuido de que «los caminos y el Éufrates están llenos de cadáveres de exiliados, y los que sobreviven están condenados a una muerte segura. Es un plan para exterminar a todo el pueblo armenio». Talaat Pasha y Djemal Pasha eran completamente conscientes de que, al abandonar a los deportados armenios en el desierto, los condenaban a una muerte segura. Un ejemplar de una «alta fuente diplomática en Turquía, no estadounidense, que informaba sobre el testimonio de testigos confiables» acerca de la difícil situación de los deportados armenios en el norte de Arabia y el valle del Bajo Éufrates, fue ampliamente citado por The New York Times en agosto de 1916:

Los testigos han visto a miles de armenios deportados bajo tiendas de campaña al aire libre, en caravanas en marcha, descendiendo el río en botes y en todas las fases de su miserable vida. Solo en algunos lugares el gobierno emite raciones, y esas son bastante insuficientes. Las personas, por lo tanto, se ven obligadas a satisfacer su hambre con alimentos mendigados en esa tierra escasa o encontrados en los campos resecos.
Naturalmente, la tasa de mortalidad por inanición y enfermedad es muy alta y se ve aumentada por el trato brutal de las autoridades, cuya relación con los exiliados cuando son conducidos de un lado a otro sobre el desierto no es diferente a la de los conductores esclavos. Con pocas excepciones, no se proporciona ningún tipo de refugio y las personas que provienen de un clima frío quedan bajo el sol abrasador del desierto sin comida ni agua. El alivio temporal solo puede ser obtenido por unos pocos capaces de pagar a los funcionarios.

De manera similar, el general de división alemán Friedrich Freiherr Kress von Kressenstein observó que «la política turca de causar hambre es una prueba demasiado obvia, si aún se necesitaban pruebas sobre quién es responsable de la masacre, de la decisión turca de destruir a los armenios».: 350 
Los ingenieros y trabajadores alemanes involucrados en la construcción del ferrocarril también presenciaron que los armenios se hacinaban en vagones de ganado y se enviaban a lo largo de la línea del ferrocarril. Franz Gunther, un representante de Deutsche Bank que financiaba la construcción del ferrocarril de Bagdad, envió fotografías a sus directores y expresó su frustración por tener que permanecer en silencio en medio de esa «crueldad bestial».: 326  El general de división Otto von Lossow, agregado militar en funciones y jefe del Plenipotenciario militar alemán en el Imperio Otomano, habló sobre las intenciones otomanas en una conferencia celebrada en Batumi en 1918:

Los turcos se han embarcado en el exterminio total de los armenios en Transcaucasia... El objetivo de la política turca es, como he reiterado, tomar posesión de los distritos armenios y el exterminio de los armenios. El gobierno de Talaat quiere destruir a todos los armenios. No solo en Turquía, sino también fuera de Turquía. Sobre la base de todos los informes y noticias que me llegan aquí en Tiflis, casi no cabe duda de que los turcos apuntan sistemáticamente al exterminio de los pocos cientos de miles de armenios que dejaron con vida hasta ahora.: 349 

La violación fue parte integral del genocidio; los comandantes militares les dijeron a sus hombres que «hagan [a las mujeres] lo que deseen», lo que resultó en un abuso sexual generalizado. Los deportados se exhibieron desnudos en Damasco y se vendieron como esclavos sexuales en algunas áreas, incluido Mosul, según el informe del cónsul alemán allí, lo que constituyó una importante fuente de ingresos para los soldados acompañantes. El Dr. Walter Rössler, el cónsul alemán en Alepo durante el genocidio, escuchó decir a un armenio «objetivo» que alrededor de la cuarta parte de las mujeres jóvenes, con apariencia «más o menos agradable», fueron violadas regularmente por los gendarmes, y que «incluso las más bellas» fueron violadas por entre diez y quince hombres. Esto provocó que niñas y mujeres quedaran atrás, muriendo.

#### Campos de concentración

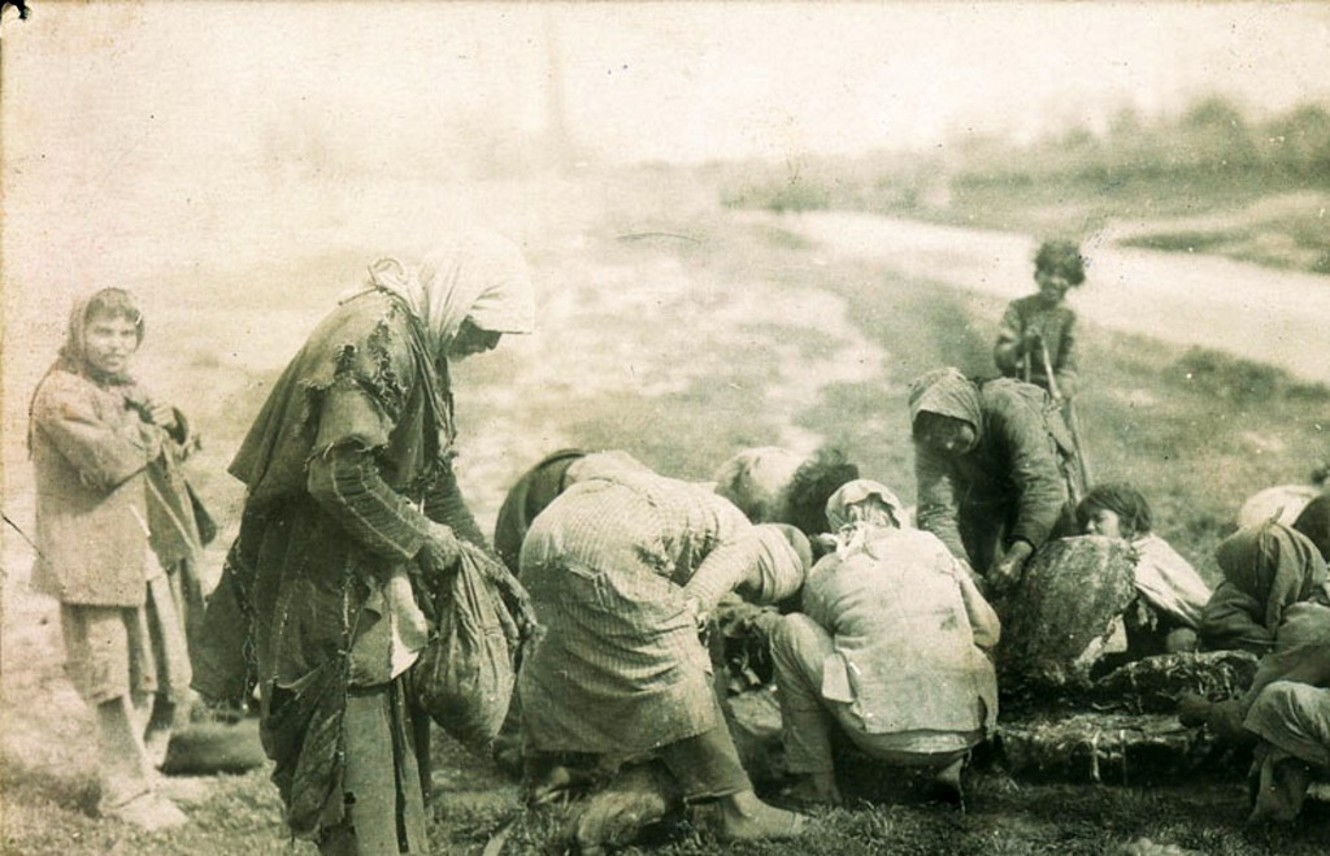
Armenios presos en el campo de concentración de Deir ez-Zor

El gobierno otomano estableció una red de veinticinco campos de concentración para eliminar a los armenios que habían sobrevivido a las deportaciones. Esta red, situada en la región de las fronteras actuales de Turquía con Irak y Siria, fue dirigida por Şükrü Kaya, uno de los hombres de confianza de Talaat Pasha. Algunos de los campamentos eran solo puntos de tránsito temporal. Otros, como Radjo, Katma y Azaz, se utilizaron brevemente como fosas comunes y se abandonaron en otoño de 1915. Los campamentos como Lale, Tefridje, Dipsi, Del-El y Ra's al-'Ayn se construyeron específicamente para aquellos cuya expectativa de vida era de pocos días. Según el erudito en genocidio Hilmar Kaiser, las autoridades otomanas se negaron a proporcionar alimentos y agua a las víctimas, lo que aumentó la tasa de mortalidad. Según el Oxford Handbook of Genocide Studies, «los musulmanes estaban ansiosos por obtener mujeres armenias. Las autoridades registraron tales matrimonios, pero no registraron la muerte de los ex maridos armenios».
Bernau, un ciudadano estadounidense de ascendencia alemana, viajó a las zonas donde estaban encarcelados los armenios y escribió un informe que Rössler, el cónsul alemán en Alepo, consideró verídico. Reporta fosas comunes con más de sesenta mil personas en Meskene y una gran cantidad de montículos de cadáveres, ya que los armenios murieron debido al hambre y la enfermedad. Informó haber visto a 450 huérfanos, que recibieron como máximo 150 gramos de pan por día, en una tienda de campaña de 5 o 6 metros cuadrados. La disentería recorrió el campamento. En Abu Herrera, cerca de Meskene, describió cómo los guardias dejaron morir de hambre a 240 armenios, y escribió que buscaron granos en los «excrementos de caballos».

### «Organización Especial»
El Comité de Unión y Progreso fundó la «Organización Especial» (en turco: Teşkilât-ı Mahsusa), que participó en la destrucción de la comunidad armenia otomana. Esta organización adoptó su nombre en 1913 y funcionó como un equipo de fuerzas especiales, y algunos eruditos lo han comparado con el Einsatzgruppen nazi.: 182, 185  Más tarde, en 1914, el gobierno otomano influyó en la dirección que debía tomar la Organización Especial al liberar a los delincuentes de las cárceles centrales para que fueran los elementos centrales de esta Organización Especial de reciente formación. De acuerdo con las comisiones de Mazhar adjuntas al tribunal en noviembre de 1914, 124 delincuentes fueron liberados de la prisión de Bünyan. Poco a poco, desde finales de 1914 hasta principios de 1915, cientos y miles de prisioneros fueron liberados para formar los miembros de esta organización. Más tarde, fueron acusados de escoltar los convoyes de los deportados armenios. Vehib Pasha, comandante del Tercer Ejército Otomano, llamó a esos miembros de la Organización Especial los «carniceros de la especie humana».

### Masacres

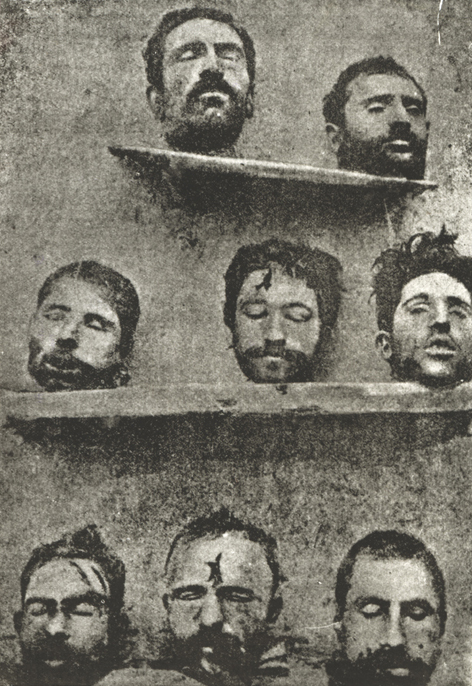
Cabezas cercenadas de profesores armenios.

#### Quemas masivas
Eitan Belkind era un miembro de la red judía Nili que se infiltró en el ejército otomano como oficial. Fue asignado a la sede de Kemal Pasha. Fue testigo de la quema de cinco mil armenios.: 181, 183 
El teniente Hasan Maruf, del ejército otomano, describe cómo toda la población de una aldea fue capturada y luego quemada. La declaración jurada de doce páginas del Comandante del Tercer Ejército Vehib, fechada el 5 de diciembre de 1918, se presentó en la serie de juicios de Trabzon (29 de marzo de 1919) incluida en la Acusación Clave, informando de una quema masiva de la población de un pueblo cercano a Muş: «El método más corto para deshacerse de las mujeres y los niños concentrados en los diversos campamentos fue quemarlos». Además, se informó que «los prisioneros turcos que aparentemente habían presenciado algunas de estas escenas estaban horrorizados y enloquecidos al recordar lo que habían visto. Le dijeron a los rusos que el hedor de la carne humana ardiente impregnó el aire durante muchos días después». El experto en genocidio Vahakn Dadrian escribió que ochenta mil armenios en noventa aldeas de la llanura de Muş fueron quemados en «establos y pajares».

#### Ahogamientos
Trabzon era la ciudad principal en la provincia de Trabzon; Oscar S. Heizer, el cónsul estadounidense en Trabzon, informó: «Este plan no se adaptó a Nail Bey... Muchos de los niños fueron cargados en botes y sacados al mar y arrojados por la borda». Hafiz Mehmet, un diputado turco al servicio de Trabzon, testificó durante una sesión parlamentaria del 21 de diciembre de 1918 de la Cámara de Diputados que «el gobernador del distrito cargó a los armenios en barcazas y los arrojó por la borda». El cónsul italiano de Trabzon en 1915, Giacomo Gorrini, escribe: «Vi a miles de mujeres y niños inocentes colocados en botes volcados en el Mar Negro». Dadrian estima en cincuenta mil los armenios muertos por ahogamiento en la provincia de Trabzon. Los juicios de Trabzon informaron que los armenios se habían ahogado en el Mar Negro; según un testimonio, mujeres y niños fueron cargados en botes en Değirmendere para ser ahogados en el mar.
Hoffman Philip, encargado de negocios estadounidense en Constantinopla, escribió: «Las cargas de botes enviadas desde Zor por el río llegaron a Ana, a una distancia de treinta millas, con tres quintas partes de los pasajeros desaparecidos».: 246–7  Según Robert Fisk, novecientas mujeres armenias se ahogaron en Bitlis, mientras que en Erzincan, los cadáveres en el Éufrates provocaron un cambio en el curso del río durante unos pocos cientos de metros. Dadrian también escribió que «innumerables» armenios se ahogaron en el Éufrates y sus afluentes.

#### Uso de veneno y sobredosis de drogas
Los médicos otomanos contribuyeron a planificar y ejecutar el genocidio. Los médicos Behaeddin Shakir y Nazım Bey eran figuras destacadas en el comité de liderazgo del Comité de Unión y Progreso y tenían roles de liderazgo en la Organización Especial. Otros médicos utilizaron su experiencia médica para facilitar los asesinatos, incluido el diseño de métodos para envenenar a las víctimas y el uso de armenios como sujetos para la experimentación humana letal. Dadrian argumentó que el asesinato médico sistémico en el genocidio armenio fue un precursor de la experimentación nazi en seres humanos durante el Holocausto.
Los métodos médicos específicos utilizados para matar a las víctimas incluyen:
- Sobredosis de morfina. Durante la serie de juicios de Trabzon de la corte marcial, en las sesiones entre el 26 de marzo y el 17 de mayo de 1919, el Dr. Ziya Fuad, inspector de servicios de salud de Trabzon, escribió en un informe que el Dr. Saib causó la muerte de niños con una inyección de morfina. La información fue presuntamente proporcionada por dos médicos (los doctores Ragib y Vehib), ambos colegas del Dr. Saib en un hospital de Trabzon, donde se dijo que se habían cometido esas atrocidades.[120]
- Gas tóxico. El Dr. Ziya Fuad y el Dr. Adnan, director de servicios de salud pública de Trabzon, presentaron declaraciones juradas en las que informaron casos en los que se usaron dos edificios escolares para organizar a los niños y los enviaron al entresuelo para matarlos con equipos de gas tóxico.[119]
- Inoculación de la fiebre tifoidea. El cirujano otomano Dr. Haydar Cemal escribió: «Por orden de la Oficina Principal de Sanidad del Tercer Ejército en enero de 1916, cuando la propagación del tifus fue un problema grave, los armenios inocentes que fueron deportados a Erzincan fueron inoculados con la sangre de los pacientes con fiebre tifoidea sin inutilizar esa sangre».[119] Jeremy Hugh Baron escribe: «Los médicos individuales participaron directamente en las masacres, envenenaron a los bebés, mataron a los niños y emitieron certificados falsos de muerte por causas naturales. El cuñado de Nazim, el Dr. Tevfik Rushdu, Inspector General de Servicios de Salud, organizó la disposición de cadáveres armenios con miles de kilos de cal durante seis meses; se convirtió en secretario de asuntos exteriores de 1925 a 1938».[121]

### Confiscación de propiedades
La Ley Tehcir adoptó algunas medidas con respecto a la propiedad de los deportados, y el 13 de septiembre de 1915, el parlamento otomano aprobó la «Ley Temporal de Expropiación y Confiscación», afirmando que todas las propiedades, incluidas las tierras, el ganado y las casas de armenios eran confiscados por las autoridades.: 224  El representante parlamentario otomano Ahmed Riza protestó por esta legislación:

Es ilegal designar los activos armenios como «bienes abandonados» por los armenios, los propietarios no abandonaron sus propiedades voluntariamente; fueron expulsados por la fuerza, obligados a salir de sus domicilios y exiliados. Ahora, el gobierno a través de sus esfuerzos está vendiendo sus productos... Si somos un régimen constitucional que funciona de acuerdo con el derecho constitucional, no podemos hacer esto. Esto es atroz. Agarrar mi brazo, expulsarme de mi aldea, luego vender mis bienes y propiedades, tal cosa nunca puede ser permisible. Ni la conciencia de los otomanos ni la ley lo pueden permitir.

Durante la Conferencia de Paz de París, la delegación armenia presentó una evaluación de USD 3,7 mil millones (actualmente, unos USD 53 mil millones) de pérdidas materiales de propiedad exclusiva de la iglesia armenia. La comunidad armenia presentó luego una demanda adicional para la restitución de bienes incautados por el gobierno otomano. La declaración conjunta, que fue presentada al Consejo Supremo por la delegación armenia y preparada por los jerarcas religiosos de la comunidad armenia, afirmó que el gobierno otomano había destruido dos mil iglesias y doscientos monasterios, y había proporcionado el sistema legal para dar estas propiedades a otros partidos. La declaración también proporcionó una evaluación financiera de las pérdidas totales de bienes personales y activos de la Armenia turca y rusa con 14 598 510 000 y 4 532 472 000 francos, respectivamente; en total, unos USD 347 mil millones actuales. Además, la comunidad armenia solicitó la restitución de las propiedades de la iglesia y el reembolso de los ingresos generados. El gobierno otomano nunca respondió a esta declaración. Por lo tanto, no se produjo ninguna restitución.
A principios de la década de 1930, todas las propiedades pertenecientes a armenios que fueron deportados habían sido confiscadas. Desde entonces, no se ha producido ninguna restitución de bienes confiscados durante el Genocidio armenio. Los historiadores sostienen que la confiscación masiva de propiedades armenias fue un factor importante en la formación de la base económica de la República de Turquía, al tiempo que dotó de capital a su economía. La confiscación masiva de propiedades proporcionó la oportunidad para que los turcos de clase baja ordinaria (es decir, campesinos, soldados y obreros) ascendieran a la clase media. El historiador turco contemporáneo Uğur Ümit Üngör afirma que «la eliminación de la población armenia dejó al estado una infraestructura de propiedad armenia, que se usó para el progreso de las comunidades turcas (colonos). En otras palabras: la construcción de una economía nacional turca estatista» turca «era impensable sin la destrucción y expropiación de los armenios».

### Juicios

#### Tribunales de guerra turcos
En la noche del 2 al 3 de noviembre de 1918 y con la ayuda de Ahmed Izzet Bajá, los «Tres Pachás» (que incluyen a Mehmed Talaat Pachá e Ismail Enver, los principales autores del Genocidio) huyeron del Imperio otomano.
En 1919, después del armisticio de Mudros, el gobierno aliado a cargo de Constantinopla ordenó al sultán Mehmed VI que organizara los tribunales de guerra para juzgar a los miembros del Comité de Unión y Progreso (CUP) (en turco: İttihat ve Terakki) por implicar al Imperio Otomano en la Primera Guerra Mundial. En enero de 1919, un informe al sultán Mehmed VI acusó a más de 130 sospechosos, la mayoría de los cuales eran altos funcionarios.

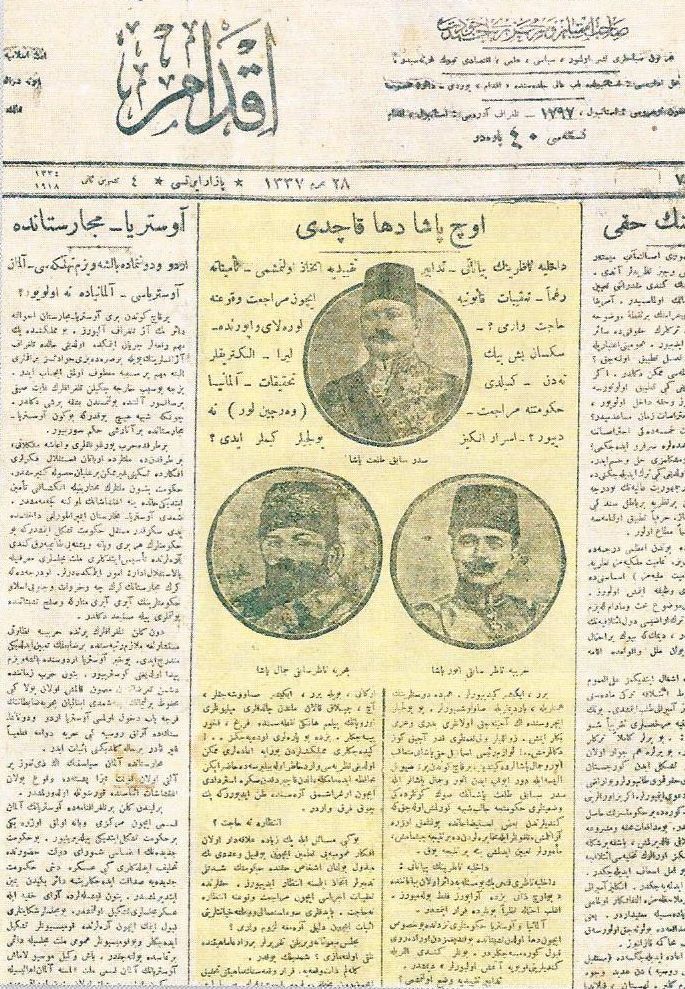
Portada del periódico otomano İkdam, el 4 de noviembre de 1918, después de que los «Tres Pashas» huyeran del país tras ser acusados de crímenes de guerra contra armenios y griegos. Lee: «Su respuesta para eliminar el problema armenio fue intentar eliminar a los propios armenios»

El sultán Mehmet VI y el gran visir Damat Ferid Pachá, como representantes del gobierno del Imperio Otomano durante la Segunda Era Constitucional, fueron convocados a la Conferencia de Paz de París por el secretario de Estado de los Estados Unidos, Robert Lansing. El 11 de julio de 1919, Damat Ferid Pachá confesó oficialmente las masacres contra los armenios en el Imperio otomano y fue una figura clave e iniciador de los juicios por crímenes de guerra celebrados directamente después de la Primera Guerra Mundial para condenar a muerte a los principales perpetradores del Genocidio. El tribunal militar determinó que era la voluntad de la CUP eliminar físicamente al pueblo armenio, a través de su Organización Especial. El pronunciamiento de 1919 dice lo siguiente:

La Corte Marcial, tomando en consideración los delitos mencionados anteriormente, declara, por unanimidad, la culpabilidad, como los principales instigadores de estos delitos, de los fugitivos Talaat Pasha, ex Gran Visir, Enver Efendi, ex Ministro de Guerra, quienes eliminaron el registro del Ejército Imperial, Cemal Efendi, ex ministro de la Armada, quien rechazó también al Ejército Imperial, y al Dr. Nazim Efendi, ex ministro de Educación, miembros del Consejo General de la Unión y el Progreso, en representación de la persona moral de ese partido; ... La Corte Marcial pronuncia, de acuerdo con dichas estipulaciones de la Ley, la pena de muerte contra Talaat, Enver, Cemal y el Dr. Nazim.

Después del pronunciamiento, los «Tres Pashas» fueron condenados a muerte en ausencia en los juicios en Constantinopla. Los tribunales de guerra oficialmente disolvieron la CUP y confiscaron sus activos y los activos de los culpables. Los tribunales de guerra fueron destituidos en agosto de 1920 por su falta de transparencia, según el entonces Alto Comisionado y Almirante Sir John de Robeck, y algunos de los acusados fueron trasladados a Malta para un nuevo interrogatorio, y luego fueron liberados en un intercambio de prisioneros de guerra. Dos de los «tres Pashas» fueron posteriormente asesinados por vigilantes armenios durante la Operación Némesis.

#### Detenidos en Malta
Los militares otomanos y los políticos de alto rango condenados por los tribunales de guerra turcos fueron trasladados de las prisiones de Constantinopla a la Colonia de la Corona de Malta a bordo del SS Princess Ena y el HMS Benbow a partir de 1919. El almirante sir Somerset Gough-Calthorpe estuvo a cargo de la operación, junto con lord Curzon; lo hicieron debido a la falta de transparencia de los tribunales de guerra turcos. Fueron retenidos allí durante tres años, mientras se investigaba en archivos de Constantinopla, Londres, París y Washington D. C. para encontrar una manera de juzgarlos. Sin embargo, los criminales de guerra fueron finalmente liberados sin juicio y regresaron a Constantinopla en 1921, a cambio de veintidós prisioneros de guerra británicos detenidos por el gobierno en Ankara, incluido un pariente de lord Curzon. El gobierno en Ankara se oponía al poder político del gobierno en Constantinopla. A menudo se mencionan como los exiliados de Malta en algunas fuentes.
Mientras tanto, la Conferencia de Paz en París estableció la «Comisión de Responsabilidades y Sanciones» en enero de 1919, encargada por el Secretario de Estado de los Estados Unidos, Robert Lansing. Sobre la base del trabajo de la comisión, se agregaron varios artículos al Tratado de Sèvres. El Tratado de Sèvres había planeado un juicio en agosto de 1920 para determinar a los responsables de los «métodos bárbaros e ilegítimos de guerra... [incluidos] los delitos contra las leyes y costumbres de la guerra y los principios de la humanidad». Su artículo 230 requería que el Imperio Otomano entregara a los Poderes Aliados a los responsables de las masacres cometidas durante la guerra el 1 de agosto de 1914.
Según el juez del Tribunal Europeo de Derechos Humanos, Giovanni Bonello, la suspensión de los intentos de procesamiento y la liberación y repatriación de los detenidos, entre otros, fue consecuencia de la ausencia de un marco legal adecuado con jurisdicción supranacional. Después de la Primera Guerra Mundial no existían normas internacionales para regular los crímenes de guerra, debido a un vacío legal en el derecho internacional. Por tanto, a diferencia de las fuentes turcas, nunca se celebraron juicios en Malta.

#### Juicio de Soghomon Tehlirian
El 15 de marzo de 1921, el ex gran visir Talaat Pasha fue asesinado en el distrito de Charlottenburg de Berlín, Alemania, a plena luz del día y en presencia de muchos testigos. La muerte de Talaat fue parte de la Operación Némesis, el nombre en clave de la Federación Revolucionaria Armenia para su operación secreta en la década de 1920 para matar a los planificadores del Genocidio Armenio.
El juicio y la absolución del asesino, Soghomon Tehlirian, tuvieron una importante influencia en Raphael Lemkin, un abogado de ascendencia polaco-judía que hizo campaña en la Liga de las Naciones para prohibir lo que llamó «barbaridad» y «vandalismo». En 1943 acuñó el término «genocidio», directamente influido por las masacres de armenios durante la Primera Guerra Mundial.: 210 

### Ayuda internacional a las víctimas
El Comité Americano para el Alivio de Armenia y Siria (ACASR, también conocido como «Alivio de Oriente Próximo»), establecido en 1915 justo después de que comenzaran las deportaciones, era una organización caritativa establecida para aliviar el sufrimiento de los pueblos del Oriente Próximo. La organización fue defendida por el embajador estadounidense Henry Morgenthau. Los despachos del Sr. Morgenthau sobre la masacre masiva de armenios impulsaron el apoyo a la organización.
En su primer año, el ACRNE cuidó a 132 000 huérfanos armenios de Tiflis, Ereván, Constantinopla, Sivas, Beirut, Damasco y Jerusalén. Una organización de ayuda para los refugiados en Oriente Próximo ayudó a donar más de 102 millones de dólares (presupuesto de 117 000 000 dólares) [valor en dólares de 1930] a los armenios durante y después de la guerra.: 336  Entre 1915 y 1930, ACRNE distribuyó ayuda humanitaria a lugares en una amplia área geográfica, finalmente gastando más de diez veces su estimación original y ayudando a alrededor de dos millones de refugiados.

## Población armenia, muertos y sobrevivientes (1914–1923)
No hay consenso respecto de cuántos armenios perdieron la vida durante el genocidio armenio. Entre los historiadores occidentales, hay un acuerdo general de que más de ochocientos mil armenios murieron entre 1914 y 1918. Las estimaciones varían entre 800 000 y 1,5 millones (por los gobiernos de Francia, Canadá y otros estados). La Encyclopædia Britannica hace referencia a la investigación de Arnold J. Toynbee, un oficial de inteligencia de la Oficina de Asuntos Exteriores del Reino Unido, quien estimó que seiscientos mil armenios «murieron o fueron masacrados durante la deportación» en un informe compilado el 24 de mayo de 1916. Sin embargo, esta cifra representa únicamente el primer año del Genocidio y no tiene en cuenta a los que murieron o fueron asesinados después de mayo de 1916.
Según documentos que pertenecieron a Talaat Pasha, más de 970 000 armenios otomanos desaparecieron de los registros oficiales de población entre 1915 y 1916. En 1983, la viuda de Talaat, Hayriye Talaat Bafralı, entregó los documentos y registros al periodista turco Murat Bardakçı, quien los publicó en un libro titulado The Remaining Documents of Talat Pasha (también conocido como Libro Negro de Talat Pasha). Según los documentos, el número de armenios que vivían en el Imperio Otomano antes de 1915 era de 1 256 000. Sin embargo, en una nota a pie de página del propio Talaat Pasha, se presumía que la población armenia se había subestimado en un treinta por ciento. Además, no se tomó en cuenta la población de armenios protestantes. Por lo tanto, según el historiador Ara Sarafian, la población de armenios debería haber sido de aproximadamente 1,7 millones antes del inicio de la guerra. En 1917, dos años más tarde, ese número se había reducido a 284 157.
Mientras que los censos otomanos reclamaban una población armenia de 1,2 millones, Fa'iz El-Ghusein (el Kaymakam de Kharpout) escribió que había aproximadamente 1,9 millones de armenios en el Imperio Otomano y algunos estudiosos modernos estiman que había más de dos millones. El funcionario alemán Max Erwin von Scheubner-Richter escribió que menos de cien mil armenios sobrevivieron al genocidio. El resto fue exterminado (en alemán: ausgerottet).: 329–30 
Durante la guerra turco-armenia de 1920,: 327  se calcula que entre 60 000 y 98 000 civiles armenios fueron asesinados por el ejército turco. Algunas estimaciones sitúan el número total de armenios masacrados en cientos de miles.: 327  Dadrian caracterizó las masacres en el Cáucaso como un «genocidio en miniatura».: 360 

## Testigos directos e informes
Cientos de testigos presenciales, incluidos diplomáticos neutrales de los Estados Unidos y los propios aliados del Imperio Otomano, Alemania y Austria-Hungría, registraron y documentaron numerosos actos de masacres patrocinadas por el estado. Muchos funcionarios extranjeros se ofrecieron a intervenir en nombre de los armenios, incluido el Papa Benedicto XV, solo para ser rechazados por funcionarios del gobierno otomano que afirmaban que estaban tomando represalias contra una insurrección prorrusa.: 177  El 24 de mayo de 1915, la Triple Entente advirtió al Imperio Otomano que «en vista de estos nuevos crímenes de Turquía contra la humanidad y la civilización, los Gobiernos Aliados anuncian públicamente a la Sublime Puerta que harán personalmente responsables de estos crímenes a todos los miembros del gobierno otomano, así como los de sus agentes que estén implicados en tales masacres».

### Misión de Estados Unidos en el Imperio Otomano

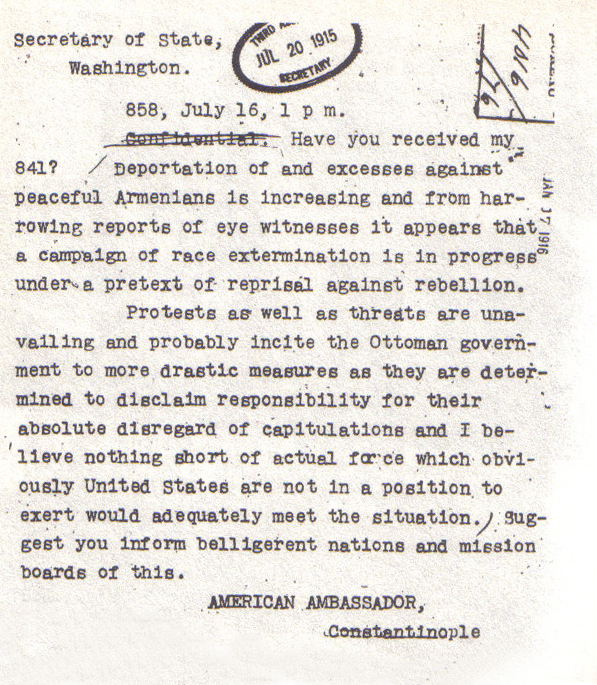
Telegrama enviado por el embajador Henry Morgenthau, Sr. al Departamento de Estado de los Estados Unidos el 16 de julio de 1915 describiendo las matanzas a armenios como «una campaña de exterminio racial»

Los Estados Unidos tenían consulados en todo el Imperio Otomano, incluyendo ubicaciones en Edirne, Elâzığ, Samsun, Esmirna, Trebisonda, Van, Constantinopla y Alepo. Era oficialmente neutral y nunca declaró la guerra al Imperio Otomano. Además de los consulados, había numerosos misioneros protestantes estadounidenses establecidos en las regiones pobladas por armenios, incluidos Van y Kharput. Las atrocidades se publicaron regularmente en periódicos y revistas literarias de todo el mundo.: 282–5 
A su regreso a casa en 1924, después de treinta años como cónsul de Estados Unidos en Oriente Próximo, y durante la mayor parte de la década anterior como cónsul general en Esmirna, George Horton escribió su propia «reseña del exterminio sistemático de las poblaciones cristianas por parte de los mahometanos y de la culpabilidad de ciertas grandes potencias: con una historia verdadera de la quema de Esmirna» (subtítulo de 1926, El destrozo de Asia). El relato de Horton citó numerosas comunicaciones contemporáneas e informes de testigos presenciales, incluida una de la masacre de Phocea en 1914, por un francés, y dos de las masacres armenias de 1914/15, por un ciudadano estadounidense y un misionero alemán.: 28–29, 34–37.  También citó al empresario estadounidense Walter M. Geddes con respecto a su tiempo en Damasco: «Varios turcos[,] a quienes entrevisté, me dijeron que el motivo de este exilio era exterminar la raza».
Muchos estadounidenses se manifestaron en contra del genocidio, entre ellos el expresidente Theodore Roosevelt, el rabino Stephen Wise, Alice Stone Blackwell y William Jennings Bryan, el secretario de Estado de los Estados Unidos hasta junio de 1915. En los Estados Unidos y el Reino Unido, a los niños se les recordaba regularmente limpiar sus platos mientras comían y «recordar a los hambrientos armenios».

#### Historia del embajador Morgenthau
Al promulgarse las órdenes de deportaciones y masacres, muchos funcionarios consulares informaron sobre lo que estaban presenciando al embajador Henry Morgenthau, Sr., quien describió las masacres como una «campaña de exterminio de razas» en un telegrama enviado el 16 de julio de 1915 al Departamento de Estado de los Estados Unidos. En las memorias que completó durante 1918, Morgenthau escribió:

Cuando las autoridades turcas dieron órdenes para estas deportaciones, simplemente estaban dando la sentencia de muerte a toda una raza; entendieron esto bien y, en sus conversaciones conmigo, no hicieron ningún intento particular por ocultar el hecho...: 213 

Las memorias e informes describieron vívidamente los métodos utilizados por las fuerzas otomanas y documentaron numerosos casos de atrocidades cometidas contra la minoría cristiana.
El canónigo francés Eugène Griselle publicó en 1912: Armenia mártir, víctima del pangermanismo, donde contabiliza en bloque muertes, violaciones, y conversiones forzosas.

### Fuerzas aliadas en Oriente Próximo
En el frente de Oriente Próximo, los militares británicos se enfrentaron a las fuerzas otomanas en el sur de Siria y Mesopotamia. La diplomática británica Gertrude Bell presentó el siguiente informe después de escuchar la cuenta de un soldado otomano capturado:

El batallón abandonó Alepo el 3 de febrero y llegó a Ras al-Ain en doce horas ... unos doce mil armenios estaban concentrados bajo la tutela de unos cien kurdos;... A estos kurdos se les llamaba gendarmes, pero en realidad eran simples carniceros; se ordenó públicamente a bandas de ellos que llevaran a grupos de armenios, de ambos sexos, a varios destinos, pero tenían instrucciones secretas para destruir a hombres, niños y ancianas;... Uno de estos gendarmes confesó haber matado a cien hombres armenios él mismo;... Las vacías cisternas y cuevas del desierto también estaban llenas de cadáveres;...: 327 

Winston Churchill describió las masacres como un «holocausto administrativo» y señaló que «el despacho de la carrera de Asia Menor fue tan completo como tal acto, en una escala tan grande, que podría ser... No hay duda razonable que este crimen fue planeado y ejecutado por razones políticas. La oportunidad se presentó para limpiar el territorio turco de una raza cristiana que se oponía a todas las ambiciones turcas, acariciando ambiciones nacionales que solo podían satisfacerse a expensas de Turquía y plantadas geográficamente entre turcos y caucásicos musulmanes».: 329 

#### Arnold Toynbee:The Treatment of Armenians
El historiador Arnold J. Toynbee publicó la colección de documentos The Treatment of Armenians in the Ottoman Empire ('El tratamiento de los armenios en el Imperio Otomano') en 1916. Junto con el político e historiador británico Vizconde James Bryce, compiló declaraciones de sobrevivientes y testigos presenciales de otros países, entre ellos Alemania, Italia, los Países Bajos, Suecia y Suiza, que también atestiguaron la masacre sistemática de armenios inocentes por las fuerzas del gobierno otomano.
Bryce había presentado el trabajo a los académicos para su verificación antes de su publicación. El profesor Gilbert Murray de la Universidad de Oxford declaró: «... la evidencia de estas cartas e informes soportará cualquier escrutinio y superará cualquier escepticismo. Su autenticidad se establece sin lugar a dudas». Otros profesores, entre ellos Herbert Fisher, de la Universidad de Sheffield y el expresidente de la Asociación de Abogados de Estados Unidos, Moorfield Storey, llegaron a la misma conclusión.: 228–29 

### Misión conjunta austrogermana
Como aliados durante la guerra, la misión imperial alemana en el Imperio Otomano incluía componentes militares y civiles. Alemania había negociado un acuerdo con la Sublime Puerta para encargar la construcción del ferrocarril de Bagdad, que se extendería desde Berlín hasta Oriente Medio. A principios de 1915, la misión diplomática de Alemania fue dirigida por el embajador Hans Freiherr von Wangenheim, quien, tras su muerte en 1915, fue sucedido por el conde Paul Wolff Metternich. Al igual que Morgenthau, von Wangenheim comenzó a recibir muchos mensajes perturbadores de funcionarios consulares en torno al Imperio Otomano que detallaban las masacres de armenios. Desde la provincia de Adana, el cónsul Eugene Buge informó que el jefe de la CUP había jurado masacrar a los armenios que habían sobrevivido a las marchas de deportación.: 186  En junio de 1915, von Wangenheim envió un cable a Berlín informando que Talaat había admitido que las deportaciones no se habían «llevado a cabo debido a "solo consideraciones militares"». Un mes más tarde, llegó a la conclusión de que «ya no había dudas de que la Sublime Puerta estaba tratando de exterminar a la raza armenia en el Imperio turco».: 213 
Cuando Wolff-Metternich sucedió a von Wangenheim, continuó enviando cables similares: «El Comité [CUP] exige la extirpación de los últimos restos de los armenios y el gobierno debe ceder;... Se asigna un representante del Comité a cada una de las administraciones provinciales;... Turquificación significa licencia para expulsar, matar o destruir todo lo que no sea turco».: 161 

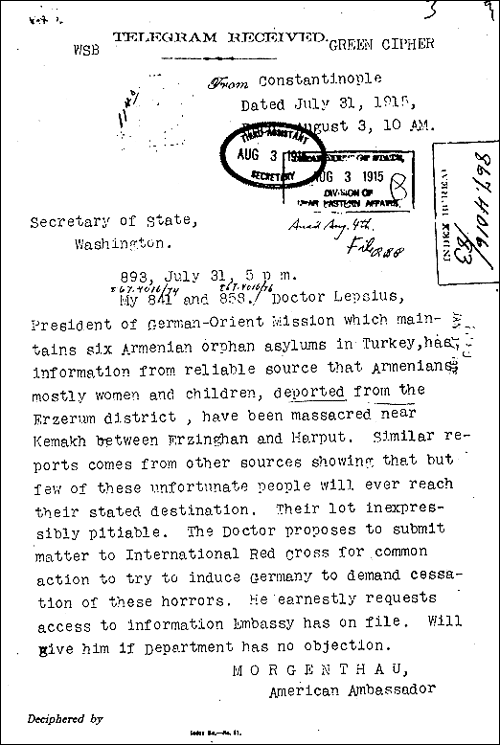
Informe de un misionero alemán sobre la masacre de armenios en Erzerum, el 31 de julio de 1915

Otra figura notable en el campamento militar alemán fue Max Erwin von Scheubner-Richter, quien documentó varias masacres de armenios. Envió quince informes sobre «deportaciones y asesinatos en masa» a la cancillería alemana. Su informe final señaló que menos de cien mil armenios quedaron con vida en el Imperio Otomano: el resto fue exterminado (en alemán: ausgerottet).: 329–30  Scheubner-Richter también detalló los métodos del gobierno otomano, señalando su uso de la Organización Especial y otros instrumentos burocratizados de genocidio, así como la forma en que los otomanos provocaban y exageraban la autodefensa armenia para crear la ilusión de una rebelión. Esto sirvió para justificar la deportación de los armenios, que hoy todavía discuten los negacionistas del genocidio. Richter dijo que las deportaciones tenían el propósito de encubrir la masacre de armenios:

He conducido una serie de conversaciones con personajes turcos competentes e influyentes, y estas son mis impresiones: Un gran segmento del partido Ittihadista [Juventud Turca] mantiene el punto de vista de que el Imperio turco debe basarse únicamente en el principio del Islam y el Panturquismo. Sus habitantes no musulmanes y no turcos deberían ser islamizados por la fuerza o, de lo contrario, deberían ser destruidos. Estos señores creen que el tiempo es propicio para la realización de este plan. El primer punto de esta agenda se refiere a la liquidación de los armenios. Va a colgar ante los aliados el espectro de una supuesta revolución preparada por el partido Dashnak Armenio. Además, los incidentes locales de malestar social y los actos de autodefensa armenios serán provocados e inflados deliberadamente y se utilizarán como pretextos para efectuar las deportaciones. Sin embargo, una vez en ruta, los convoyes serán atacados y exterminados por bandidos kurdos y turcos, y en parte por gendarmes, quienes serán instigados para ese propósito por Ittihad.

Según Bat Ye'or, un historiador israelí, los alemanes también fueron testigos de la muerte de los armenios. Ye'or escribe: «Los alemanes, aliados de los turcos en la Primera Guerra Mundial... vieron cómo las poblaciones civiles eran encerradas en las iglesias y quemadas, o reunidas en masa en los campamentos, torturadas hasta la muerte y reducidas a cenizas». Los oficiales alemanes estacionados en el este de Turquía cuestionaron la afirmación del gobierno de que habían estallado revueltas armenias, lo que sugiere que las áreas estaban «tranquilas hasta que comenzaron las deportaciones».: 212  Otros alemanes apoyaron abiertamente la política otomana contra los armenios. Como Hans Humann, el agregado naval alemán en Constantinopla, le dijo al Embajador de los Estados Unidos Henry Morgenthau:

He vivido en Turquía la mayor parte de mi vida;... y conozco a los armenios. También sé que armenios y turcos no pueden vivir juntos en este país. Una de ellos tiene que irse. Y no culpo a los turcos por lo que les están haciendo a los armenios. Creo que están totalmente justificados. La nación más débil debe sucumbir. Los armenios desean desmembrar Turquía; están en contra de los turcos y los alemanes en esta guerra, y por lo tanto no tienen derecho a existir aquí.: 257 

En una conferencia sobre genocidio celebrada en 2001, el profesor Wolfgang Wipperman de la Universidad Libre de Berlín presentó documentos que evidencian que el Alto Mando alemán estaba al tanto de los asesinatos en masa en ese momento, pero optó por no interferir o denunciar.: 331  En sus informes a Berlín en 1917, el general Hans von Seeckt apoyó los esfuerzos de reforma de los Jóvenes Turcos, escribiendo que «la debilidad interior de Turquía en su totalidad, exige que se escriba la historia y la costumbre del nuevo imperio turco». Seeckt agregó que «solo se mencionan unos pocos momentos de la destrucción. Los niveles superiores de la sociedad se han vuelto poco bélicos, y la razón principal es la creciente mezcla con elementos extraños de una antigua cultura no tradicional». Seeckt culpó a los judíos y los armenios de todos los problemas del Imperio Otomano, a quienes retrató como una quinta columna al servicio de los Aliados. En julio de 1918, Seeckt envió un mensaje a Berlín diciendo que «es una situación imposible el aliarse con los turcos y defender a los armenios. En mi opinión, cualquier consideración cristiana, sentimental y política debería ser eclipsada por una dura, pero clara necesidad de guerra».
Una fotografía muestra a dos oficiales del ejército alemán no identificados, en compañía de tres soldados turcos y un hombre kurdo, de pie en medio de restos humanos. Su descubrimiento llevó al periodista inglés Robert Fisk a trazar una línea directa desde el Genocidio armenio al Holocausto. Fisk, aunque reconoció el papel que desempeñó la mayoría de los diplomáticos y parlamentarios alemanes en la condena de los turcos otomanos, señaló que algunos testigos alemanes del holocausto armenio jugarían un papel en el régimen nazi. Por ejemplo, Konstantin Freiherr von Neurath, quien estuvo vinculado al 4.º Ejército turco en 1915 con instrucciones para monitorear las «operaciones» contra los armenios, más tarde se convirtió en el ministro de Relaciones Exteriores de Adolf Hitler y «Protector de Bohemia y Moravia» durante el terror de Reinhard Heydrich en Checoslovaquia.

#### Armin T. Wegner
El aspirante a escritor alemán Armin T. Wegner se inscribió como médico durante el invierno de 1914–1915. Desafió la censura tomando cientos de fotografías de armenios que fueron deportados y posteriormente murieron de hambre en los campamentos del norte de Siria: 326  y en los desiertos de Deir-er-Zor. Wegner era parte de un destacamento alemán bajo el mariscal de campo von der Goltz estacionado cerca del ferrocarril de Bagdad en Mesopotamia. Más tarde declaró: «Me aventuro a reclamar el derecho de presentar ante ustedes estas imágenes de miseria y terror que pasaron ante mis ojos durante casi dos años, y que nunca se borrarán de mi mente». Finalmente, fue arrestado por los alemanes y llamado a Alemania.
Wegner protestó contra las atrocidades en una carta abierta presentada al presidente de los Estados Unidos, Woodrow Wilson, en la conferencia de paz de 1919. La carta defendía la creación de un estado armenio independiente. También en 1919, publicó Der Weg ohne Heimkehr ('El camino sin retorno'), una colección de cartas que había escrito durante lo que consideraba el «martirio» (alemán: Martyrium) de los armenios.
Destination Nowhere: The Witness es un documental producido por J. Michael Hagopian que representa el relato personal de Wegner del Genocidio Armenio a través de las propias fotografías de Wegner. Antes de la publicación del documental, Wegner fue honrado en el Museo del Genocidio Armenio en Ereván por defender la difícil situación de los armenios a lo largo de su vida.

### Imperio otomano y Turquía
Aunque muchos documentos relacionados con masacres sistemáticas se destruyeron durante y después del genocidio, el historiador turco Taner Akçam afirma que «las fuentes turcas que ya poseemos proporcionan información suficiente para demostrar que lo que les sucedió a los armenios en 1915 fue un genocidio». De manera similar, el historiador Ara Sarafian señala que «los materiales otomanos disponibles, especialmente cuando se usan junto a fuentes alternativas (como registros de Estados Unidos o cuentas de sobrevivientes armenios), apoyan la tesis del genocidio armenio».

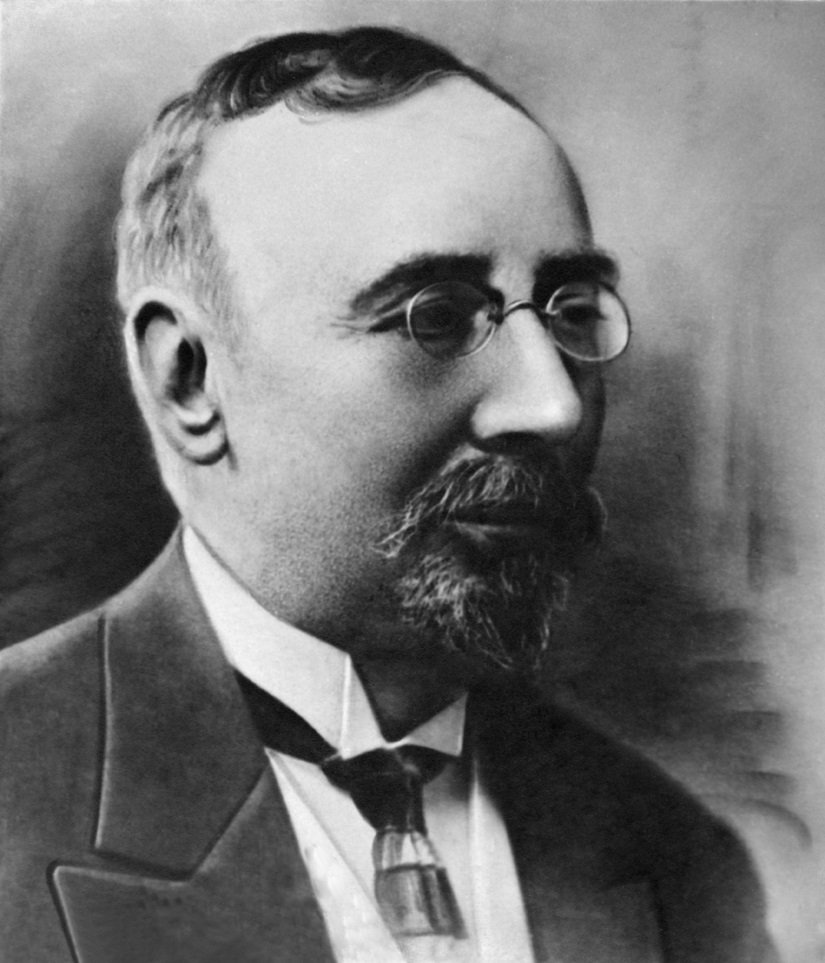
Mehmet Celal Bey, gobernador de Alepo

Junto con la documentación oficial, muchas figuras públicas turcas durante el tiempo han reconocido la naturaleza sistemática de las masacres. El historiador Ahmet Refik (Altınay) escribió en 1919: «Los unionistas (Comité de Unión y Progreso) querían eliminar el problema de Vilâyât-ı Sitte al aniquilar a los armenios». El novelista turco Halide Edip, que criticó abiertamente las decisiones tomadas por el gobierno otomano hacia los armenios, escribió en Vakit el 21 de octubre de 1918: «Matamos a la población armenia inocente... Tratamos de extinguir a los armenios mediante métodos que pertenecen a los tiempos medievales». Abdülmecid II, el último califa del islam de la dinastía otomana, dijo sobre la política: «Me refiero a esas horribles masacres. Son la mancha más grande que jamás haya deshonrado a nuestra nación y raza. Fueron completamente obra de Talat y Enver». El senador Ahmet Rıza declaró: «Seamos realistas, los turcos matamos salvajemente a los armenios». El gran visir Damad Ferid Pasha, al hablar de los armenios en The New York Times (26 de junio de 1919), dijo: «Todo el mundo civilizado quedó conmocionado por el relato de los delitos presuntamente cometidos por los turcos. Está lejos de mi pensamiento echar un velo sobre estas fechorías, que son tales como para hacer que la conciencia de la humanidad se estremezca de horror por siempre y mucho menos me esforzaré por minimizar el grado de culpa de los actores en esta gran drama. El objetivo que me he propuesto es mostrar al mundo, con pruebas en mano, quiénes son los autores verdaderamente responsables de estos terribles crímenes». El ministro del Interior, Ali Kemal Bey, escribió en Alemdar el 18 de julio de 1919: «No nos dejemos echar la culpa a los armenios; no debemos adularnos de que el mundo está lleno de idiotas. Hemos saqueado las posesiones de los hombres que nosotros deportamos y masacramos; hemos sancionado el robo en nuestra Cámara y en nuestro Senado». Reşid Akif Paşa, Vali de Sivas y jefe del Consejo de Estado, es especialmente conocido por brindar un testimonio importante durante la sesión del Parlamento Otomano del 21 de noviembre de 1918. Su discurso describió el proceso de cómo la orden oficial de deportación contenía una terminología vaga solo aclarada por órdenes especiales de «masacres» enviadas directamente desde la sede del Comité de Unión y Progreso y, a menudo, la residencia del propio Talat Pasha:

Durante mis pocos días de servicio en este gobierno, he descubierto algunos secretos y he encontrado algo interesante. La orden de deportación fue emitida a través de canales oficiales por el ministro del interior y enviada a las provincias. Siguiendo esta orden, el Comité Central [CUP] hizo circular su propia orden ominosa para que todas las partes permitieran a las pandillas llevar a cabo su tarea miserable. Así, las pandillas estaban en el campo, listas para su atroz masacre.

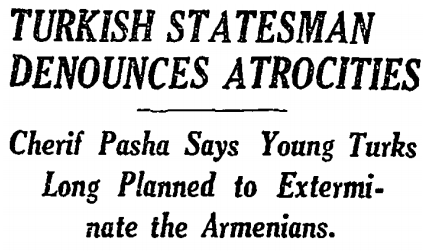
Mehmed Şerif Pasha fue un exmiembro del gobierno de los Jóvenes Turcos que denunció la aniquilación (The New York Times, 10 de octubre de 1915).

Algunos políticos intentaron impedir las deportaciones y las posteriores masacres. Un político, Mehmet Celal Bey, era conocido por salvar miles de vidas y a menudo se le llama el Oskar Schindler turco. Durante su tiempo como gobernador de Alepo, Celal Bey no creyó que las deportaciones estuvieran destinadas a «aniquilar» a los armenios: «Admito, no creí que estas órdenes, estas acciones, giraran en torno a la aniquilación de los armenios. Nunca imaginé que ningún gobierno podría encargarse de aniquilar a sus propios ciudadanos de esta manera, destruyendo efectivamente su capital humano, que debe considerarse como el mayor tesoro del país. Supuse que las acciones que se estaban llevando a cabo eran medidas derivadas de un deseo de retirar temporalmente a los armenios del teatro de guerra y tomadas como resultado de exigencias de guerra». Sin embargo, más tarde admitió que estaba equivocado y que el objetivo era «intentar aniquilar» a los armenios. Al desafiar las órdenes de deportación, Celal Bey fue destituido de su cargo como gobernador de Alepo y transferido a Konya. Sin embargo, a medida que continuaban las deportaciones, exigió repetidamente que las autoridades centrales proporcionaran refugio a los deportados. Además de estas demandas, envió a la Sublime Puerta muchos telegramas y cartas de protesta que indicaban que «las medidas tomadas contra el pueblo armenio eran, desde todos los puntos de vista, contrarias a los intereses superiores de la patria». Sus demandas, sin embargo, fueron ignoradas. Celal Bey dijo: «La sangre fluía en lugar del agua en el río, y miles de niños inocentes, ancianos sin culpa, mujeres indefensas y jóvenes fuertes fluían hacia la muerte en este flujo de sangre». Hasan Mazhar Bey, quien fue nombrado Vali de Ankara el 18 de junio de 1914, también es conocido por haberse negado a aplicar la orden de deportaciones. Debido a su negativa a deportar a los armenios, Mazhar Bey fue destituido de su cargo como gobernador en agosto de 1915 y reemplazado por Atif Bey, un miembro prominente de la Organización Especial. Recordó: «Entonces, un día Atif Bey vino a mí y transmitió oralmente las órdenes del ministro del Interior de que los armenios fueran asesinados durante la deportación. "No, Atif Bey", dije: "Soy un gobernador, no un bandido, no puedo hacer esto. Dejaré este mensaje y usted puede venir y hacerlo"». Después de dejar su puesto, Mazhar continuó informando que «en el kaza [distrito], el saqueo de la propiedad armenia, tanto por los funcionarios como por la población, adquirió proporciones increíbles». También se convirtió en la figura clave en el establecimiento de la Comisión Mazhar, un comité de investigación que asumió de inmediato la tarea de recopilar pruebas y testimonios, con un esfuerzo especial para obtener información sobre los funcionarios públicos implicados en las masacres cometidas contra los armenios. Süleyman Nazif, el vali de Bagdad, quien más tarde renunció en protesta por la política del gobierno otomano hacia el pueblo armenio, escribió en una edición del 28 de noviembre de 1918 del periódico Hadisat: «Bajo el disfraz de deportaciones, el asesinato masivo fue perpetrado. Dado el hecho de que el crimen es demasiado evidente, los autores ya deberían haber sido ahorcados».
Durante el período republicano, varios políticos turcos expresaron su descontento con las deportaciones y las posteriores masacres. Mustafa Kemal Atatürk, el primer presidente y fundador de la República de Turquía, utilizó constantemente el término «acto vergonzoso» (turco: fazahat) cuando se refería a las masacres. En el número del 1 de agosto de 1926 del Los Angeles Examiner, Atatürk también dijo que el Partido de los Jóvenes Turcos era responsable de «... millones de nuestros súbditos cristianos que fueron expulsados despiadadamente de sus hogares y masacrados». En una sesión secreta de la Asamblea Nacional, celebrada el 17 de octubre de 1920, Hasan Fehmi (Ataç), diputado de Gümüşhane, dijo: «Como saben, el tema de la reubicación fue un evento que hizo que el mundo gritara indignado y que todos fuéramos considerados asesinos. Sabíamos, antes de hacerlo, que el mundo cristiano no lo toleraría y que dirigirían su ira y odio hacia nosotros. ¿Por qué le atribuimos el título de asesino a nuestra raza? ¿Por qué entramos en una lucha tan decisiva y difícil? Eso se hizo solo para asegurar el futuro de nuestro país, que sabemos que es más precioso y sagrado que nuestras vidas».

### Fuerzas rusas
La respuesta del Imperio ruso al bombardeo de sus puertos navales del Mar Negro fue principalmente una campaña terrestre a través del Cáucaso. Las primeras victorias contra el Imperio Otomano desde el invierno de 1914 hasta la primavera de 1915 registraron importantes ganancias de territorio, incluido el alivio del bastión armenio en la ciudad de Van en mayo de 1915. Los rusos también informaron que se encontraron con cuerpos de armenios civiles desarmados mientras avanzaron. En marzo de 1916, las escenas que vieron en la ciudad de Erzurum llevaron a los rusos a tomar represalias contra el 3.er Ejército Otomano, al que responsabilizaron de las masacres, destruyéndolo por completo.

### Misioneros y diplomáticos escandinavos
Aunque fue un estado neutral durante toda la guerra, Suecia tenía representantes permanentes en el Imperio Otomano que seguían de cerca y continuamente informaban sobre los principales acontecimientos que sucedían allí. Su embajada en Constantinopla estaba encabezada por el embajador Cossva Anckarsvärd, con el señor Ahlgren como enviado y el capitán Einar af Wirsén como agregado militar. El 7 de julio de 1915, el embajador Anckarsvärd envió un informe de dos páginas sobre las matanzas armenias en Estocolmo. El informe comenzó de la siguiente manera:

Las persecuciones a los armenios han alcanzado proporciones espeluznantes y todo apunta al hecho de que los Jóvenes Turcos quieren aprovechar la oportunidad, ya que, debido a diferentes razones, no hay una presión externa efectiva para ser temida, para poner fin de una vez por todas a la cuestión armenia. Los medios para esto son bastante simples y consisten en el exterminio (utrotandet) de la nación armenia.: 39 

El 9 de agosto de 1915, Anckarsvärd envió otro informe, confirmando sus sospechas sobre los planes del gobierno turco: «Es obvio que los turcos están aprovechando la oportunidad para aniquilar [utplåna] a la nación armenia, de modo que cuando la paz llegue, ya no exista la cuestión armenia».: 41 
Reflexionando sobre la situación en Turquía durante las etapas finales de la guerra, Envoy Alhgren presentó un análisis de la situación prevaleciente en Turquía y los tiempos difíciles que habían afectado a la población. Al explicar el aumento de los costos de vida, identificó una serie de razones: «Obstáculos para el comercio interno, la paralización casi total del comercio exterior y, finalmente, la fuerte disminución de la fuerza de trabajo, causada en parte por la movilización, pero también en parte por el exterminio de la raza armenia [utrotandet af den armeniska rasen]».: 52 
Wirsén, al escribir sus memorias de su misión en los Balcanes y Turquía, Minnen från fred och krig ('Memorias de la paz y la guerra'), dedicó un capítulo completo al Genocidio armenio, titulado «Mordet på en nation» ('El asesinato de una nación'). Al comentar sobre la interpretación de que las deportaciones resultaron de la supuesta colaboración de los armenios con los rusos, Wirsen afirma que las deportaciones no fueron más que una cobertura para su exterminio: «Oficialmente, estos tenían el objetivo de trasladar a toda la población armenia a las regiones de estepa de Mesopotamia del norte y Siria, pero en realidad pretendían exterminar a los armenios, por lo que el elemento turco puro en Asia Menor lograría una posición dominante».: 28  Concluyó que «la aniquilación de la nación armenia en Asia Menor debe sublevarse con todos los sentimientos humanos... La forma en que se resolvió el problema armenio fue alucinante. Todavía puedo ver delante de mí la expresión cínica de Talaat, cuando enfatizó que la cuestión armenia estaba resuelta».: 29 
La enfermera misionera noruega Bodil Biørn residía en la ciudad de Mezereh (ahora Elazig) y más tarde en Mush, donde trabajaba para viudas y niños huérfanos en cooperación con otros misioneros. Ella fue testigo de las masacres en Mush y vio a la mayoría de los niños a su cargo asesinados, junto con sacerdotes, maestros y asistentes armenios. Ella escapó después de nueve días a caballo, pero permaneció en la región por otros dos años bajo condiciones de trabajo cada vez más difíciles. Después de un período en casa, se fue nuevamente a Armenia y, hasta que se jubiló en 1935, trabajó para refugiados armenios en Siria y el Líbano. Bodil Biørn también fue fotógrafa. Muchas de sus fotos están ahora en los Archivos Nacionales de Noruega. En combinación con sus comentarios, escritos en sus álbumes de fotos o en la parte posterior de las impresiones, estas fotos dan testimonio de las atrocidades que vio.
La misionera danesa María Jacobsen escribió sus experiencias en un diario titulado Diarios de un misionero danés: Harpoot, 1907–1919, que según la estudiosa de genocidio Ara Sarafian, es una «documentación de la mayor importancia» para la investigación del genocidio armenio. Jacobsen más tarde sería conocida por haber salvado a miles de armenios tras el Genocidio Armenio. Ella escribió: «Es bastante obvio que el propósito de su partida es el exterminio del pueblo armenio». Otra misionera que ayudó a salvar a los huérfanos fue Anna Hedvig Büll. Otro misionero danés, Aage Meyer Benedictsen, escribió sobre la masacre que fue un «crimen devastador, probablemente el más grande en la historia del mundo: el intento, planeado y ejecutado a sangre fría, de asesinar a todo un pueblo, el armenio, durante la guerra mundial». Johannes Østrup, un filólogo y profesor danés de la Universidad de Copenhague, se reunió con varios políticos y líderes de los Jóvenes Turcos antes del inicio de la Primera Guerra Mundial. En sus memorias, Østrup relata su reunión con Talat Pasha en el otoño de 1910, en la que escribe que Talat habló abiertamente sobre sus planes para «exterminar» a los armenios.

### Persia
Debido al período de débil gobierno central y la incapacidad de Teherán para proteger su integridad territorial, las tropas persas, en su mayoría islámicas, no ofrecieron resistencia cuando, después de la retirada de las tropas rusas del extremo noroeste de Persia, los turcos islámicos invadieron la ciudad de Salmas en Persia noroccidental y torturó y masacró a los cristianos armenios. Las peores masacres se cometieron en los años 1915 y mediados de 1918, cuando las tropas turcas llegaron a ocupar la ciudad de Tabriz. Todos los diplomáticos de las fuerzas aliadas dejaron la zona y delegaron en España la protección de sus intereses. Aun así, se cometieron nuevas masacres e intimidaciones contra los pocos armenios que habían permanecido en Tabriz. A causa de la inestabilidad de la zona, un sector importante de la población cristiana emigró hacia Europa, América del Norte y Argentina.
Mohammad-Ali Jamalzadeh, un escritor persa en el siglo XX, estudió en Europa, donde se unió a un grupo de nacionalistas iraníes en Berlín que finalmente iniciarían un periódico (Rastakhiz) en Bagdad en 1915. Después de permanecer en Bagdad, Jamalzadeh fue a Constantinopla, donde fue testigo de las deportaciones de armenios y se encontró con muchos cadáveres durante su viaje. Décadas más tarde, escribió sus experiencias y relatos de testigos oculares en dos libros titulados Qatl-e Amm-e Armanian (en persa: قتل عام ارمنیان‎, literalmente; «Masacres armenias») y Qatl o ḡārat-e Arāmaneh dar Torkiya («Masacres de armenios en la Turquía otomana»), publicados en 1972 y 1963, respectivamente.

## Estudios sobre el genocidio
El genocidio armenio está ampliamente corroborado por los estudiosos internacionales. La Asociación Internacional de Académicos del Genocidio (IAGS, por sus siglas en inglés), integrada por los más destacados expertos mundiales en genocidio, aprobó por unanimidad una resolución formal que afirma la veracidad del genocidio armenio. Según la IAGS, «todos los libros sobre estudios de genocidio comparativo en inglés contienen un segmento sobre el Genocidio armenio». Los textos más destacados en el derecho internacional del genocidio, como el Genocide in International Law de William Schabas, citan al Genocidio armenio como precursor del Holocausto y como un precedente de la ley sobre crímenes de lesa humanidad. El jurista polaco Raphael Lemkin, cuando acuñó el término «genocidio» en 1943, citó el exterminio turco de los armenios y el exterminio nazi de los judíos como ejemplos definitorios de lo que él quiso decir con genocidio. Los asesinatos de armenios son genocidio, tal como se define en la Convención para la Prevención y la Sanción del Delito de Genocidio de las Naciones Unidas de 1948. 126 destacados académicos del Holocausto, entre ellos Elie Wiesel y Yehuda Bauer publicaron una declaración en The New York Times en junio de 2000 declarando el «hecho incontestable del genocidio armenio» e instando a las democracias occidentales a reconocerlo. El Instituto sobre el Holocausto y el Genocidio (Jerusalén), y el Instituto para el Estudio del Genocidio (Nueva York), han afirmado el hecho histórico del Genocidio armenio. También hay una serie de exámenes estrictamente legales, que incluyen el Informe de la Comisión de Guerra de 1919,: 7–10  el Informe de Crímenes de Guerra de la ONU de 1948, el Informe de Genocidio de la ONU de 1979 (Informe Ruhashyankiko),: 122–141  el Veredicto del Tribunal Popular Permanente (1984), el Informe de Genocidio de la ONU de 1985 (Informe Whitaker): 169–184  y el Memorándum Legal del ICTJ (2003).
El historiador Stefan Ihrig observa que el genocidio armenio fue parte de la prehistoria del Holocausto y que, apenas diez años antes del ascenso de Hitler al poder, el debate alemán sobre el genocidio, iniciado en 1919, concluyó con justificaciones del genocidio y pide la expulsión de los judíos.
Un segmento del discurso dado por Hitler a los comandantes de la Wehrmacht en su Obersalzberg lo registra preguntando retóricamente: «¿Quién, después de todo, habla hoy de la aniquilación de los armenios?». La historiadora Margaret L. Anderson supone que «no tenemos ninguna razón para dudar de que la observación sea genuina, tanto el ataque como la defensa ocultan una realidad obvia» que el genocidio armenio ha alcanzado el «estado icónico... como el vértice de los horrores imaginables en 1939» y que Hitler lo usó para persuadir a los militares alemanes de que cometer genocidio provocó una gran «charla», pero ninguna consecuencia seria para una nación que perpetra el genocidio.

## Reconocimiento internacional del genocidio
El primero de los países en reconocer al genocidio Armenio fue Uruguay, en el año 1965, cuando se conmemoraban los 50 años del genocidio. Como respuesta a la continua negación por parte del estado turco, muchos activistas de las comunidades de la diáspora armenia han promovido el reconocimiento formal del genocidio armenio de varios gobiernos de todo el mundo. El 4 de marzo de 2010, un panel del Congreso de los Estados Unidos votó de manera restringida que el incidente fue en verdad un genocidio; en cuestión de minutos, el gobierno turco emitió una declaración crítica de «esta resolución que acusa a la nación turca de un crimen que no ha cometido». La Asamblea armenia de América (AAA) y el Comité Nacional Armenio de América (ANCA) tienen como su principal agenda de presión presionar al Congreso y al Presidente para un aumento de la ayuda económica para Armenia y la reducción de la asistencia económica y militar para Turquía. Los esfuerzos también incluyen la reafirmación de un genocidio por la Turquía otomana en 1915. El 29 de octubre de 2019, la Cámara de Representantes del Congreso de los Estados Unidos, por 405 votos a favor y 11 en contra, aprobó la Resolución N.º 296 de reconocimiento del genocidio armenio.

Estados y entidades subestatales que han reconocido oficialmente la autenticidad del genocidio armenio

Treinta países han adoptado resoluciones que reconocen el Genocidio armenio como un acontecimiento histórico genuino. En 2017, Israel y el Reino Unido no reconocían lo que sucedió hace un siglo como un genocidio. A pesar de su reconocimiento público anterior y el apoyo a los proyectos de ley sobre el genocidio, así como las promesas de la campaña electoral de reconocer formalmente al Genocidio armenio, Barack Obama, durante sus dos mandatos como Presidente de los Estados Unidos, se abstuvo de usar el término «genocidio». En sus declaraciones conmemorativas del 24 de abril de 2016, Obama se refirió al genocidio armenio por su sinónimo armenio, Medz Yeghern (escrito como Meds Yeghern en las declaraciones). A pesar de un gran número de descendientes directos del Genocidio armenio que viven en Jerusalén, específicamente en el Barrio armenio, Israel todavía se niega a reconocer el genocidio.
El Papa Francisco lo describió como el «Primer genocidio del siglo XX», causando una disputa diplomática con Turquía. El obispo de Roma defendió su pronunciamiento diciendo que su deber era honrar la memoria de los hombres, mujeres y niños inocentes que fueron asesinados «sin sentido» por los turcos otomanos cien años antes de que se convirtiera en pontífice. También pidió a todos los jefes de Estado y organizaciones internacionales que reconozcan «la verdad de lo que ocurrió y se opongan a tales crímenes sin ceder a la ambigüedad o al compromiso». En una resolución, el Parlamento Europeo elogió la declaración pronunciada por el Papa y alentó a Turquía a reconocer el genocidio y allanar el camino para una «verdadera reconciliación entre los pueblos turco y armenio».
El 12 de diciembre de 2019 el Senado de los Estados Unidos aprobó por unanimidad una resolución de reconocimiento del genocidio armenio, promovida por el senador de Nueva Jersey Robert Menendez. El 24 de abril de 2021, el Presidente de los Estados Unidos Joe Biden reconoció como «genocidio» la matanza de armenios durante los últimos años del Imperio Otomano, convirtiéndose en el primer presidente en la historia de Estados Unidos en clasificar de genocidio la matanza de armenios entre 1915 y 1923.

### Turquía y el genocidio
Según Kemal Çiçek, jefe del Grupo de Investigación Armenio de la Sociedad Histórica de Turquía, en Turquía no hay una tesis oficial sobre el tema de Armenia. La postura formal de la República de Turquía es que las muertes de armenios durante la «reubicación» o «deportación» no pueden considerarse acertadamente como «genocidio», una posición que ha sido apoyada con una plétora de justificaciones divergentes: que los asesinatos no fueron deliberados ni sistemáticos, que los asesinatos fueron justificados porque los armenios representaban una amenaza como un grupo cultural simpatizante de los rusos; que los armenios simplemente murieron de hambre, o cualquiera de las diversas caracterizaciones que se refieren a las «pandillas armenias». Algunas sugerencias buscan invalidar el genocidio por motivos semánticos o anacrónicos (el término «genocidio» no fue acuñado hasta 1943). Las cifras de víctimas de la Primera Guerra Mundial turca a menudo se citan para mitigar el efecto del número de muertos armenios.
Volkan Vural, embajador retirado de Turquía en Alemania y España, dice que el estado turco debe disculparse por lo que les sucedió a los armenios durante las deportaciones de 1915 y lo que les sucedió a los griegos durante el Pogromo de Estambul. También afirma: «Creo que el problema de Armenia puede ser resuelto por los políticos y no por los historiadores. No creo que los hechos históricos sobre este tema no se revelen. Los hechos históricos ya se conocen. El punto más importante aquí es que así se interpretarán estos hechos y que afectarán al futuro».
Fuentes gubernamentales turcas han afirmado que la histórica «tolerancia del pueblo turco» demostrada históricamente hace que el genocidio armenio sea una imposibilidad. Un artículo de Der Spiegel abordó esta concepción moderna de la historia turca de la siguiente manera:

«¿Usted admitiría los crímenes de sus abuelos si estos crímenes realmente no ocurrieran?», preguntó el embajador Öymen. Pero el problema radica precisamente en esta pregunta, dice Hrant Dink, editor y jefe de redacción de Agos, un semanal armenio con sede en Estambul. La elite burocrática de Turquía nunca se ha desprendido realmente de la tradición otomana: en los perpetradores, ven a sus padres, cuyo honor buscan defender. Esta tradición infunde un sentido de identidad en los nacionalistas turcos, tanto de izquierda como de derecha, y se transmite de generación en generación a través del sistema escolar. Esta tradición también requiere un antipolo contra el cual podría definirse. Desde los tiempos del Imperio Otomano, las minorías religiosas han sido empujadas a este papel.

En 2005, Turquía comenzó una «iniciativa para resolver las acusaciones armenias sobre 1915» mediante el uso de archivos en Turquía, Armenia y otros países. El presidente armenio Robert Kocharian rechazó esta oferta diciendo: «Es responsabilidad de los gobiernos desarrollar las relaciones bilaterales y no tenemos el derecho de delegar esa responsabilidad a los historiadores. Es por eso que hemos propuesto y proponemos nuevamente que, sin condiciones previas, establecemos relaciones normales entre nuestros dos países». Además, el ministro turco de asuntos exteriores de la época, Abdullah Gül, invitó a los Estados Unidos y otros países a contribuir a tal comisión al nombrar académicos para «investigar esta tragedia y abrir caminos para que los turcos y los armenios se unan».
En 2007, el primer ministro turco Recep Tayyip Erdoğan emitió una circular que llamaba a las instituciones gubernamentales a usar la frase «Eventos de 1915» (en turco, 1915 Olayları) en lugar de la frase «llamado genocidio armenio» (en turco, sözde Ermeni Soykırımı).

### Armenia y el genocidio
El prolongado conflicto étnico-territorial de Armenia y Azerbaiyán, dos países vecinos que se independizaron en 1991, después de la caída de la Unión Soviética, tiene la presencia de varios elementos como pogromos, matanzas y limpieza étnica. Algunos observadores internacionales e historiadores han sugerido que este conflicto moderno es una continuación del genocidio armenio. De acuerdo con Thomas Ambrosio, el genocidio armenio proporciona «una reserva de simpatía pública y de legitimidad moral que se traduce en una significativa influencia política... con la finalidad de obtener el apoyo del Congreso para las políticas antiazeríes». Ambrosio señala que, mientras los armenios controlen más de 10 % del territorio de Azerbaiyán en el conflicto, gran parte de la retórica del mundo occidental «desviará cargos de irredentismo y culparán por el conflicto del Alto Karabaj a los azeríes». La retórica tras la aparición del conflicto, que se desarrolló en el contexto de varios pogromos de armenios, fue dominada por referencias al genocidio armenio, incluyendo temores de que se repitiera.

## Monumentos conmemorativos del genocidio

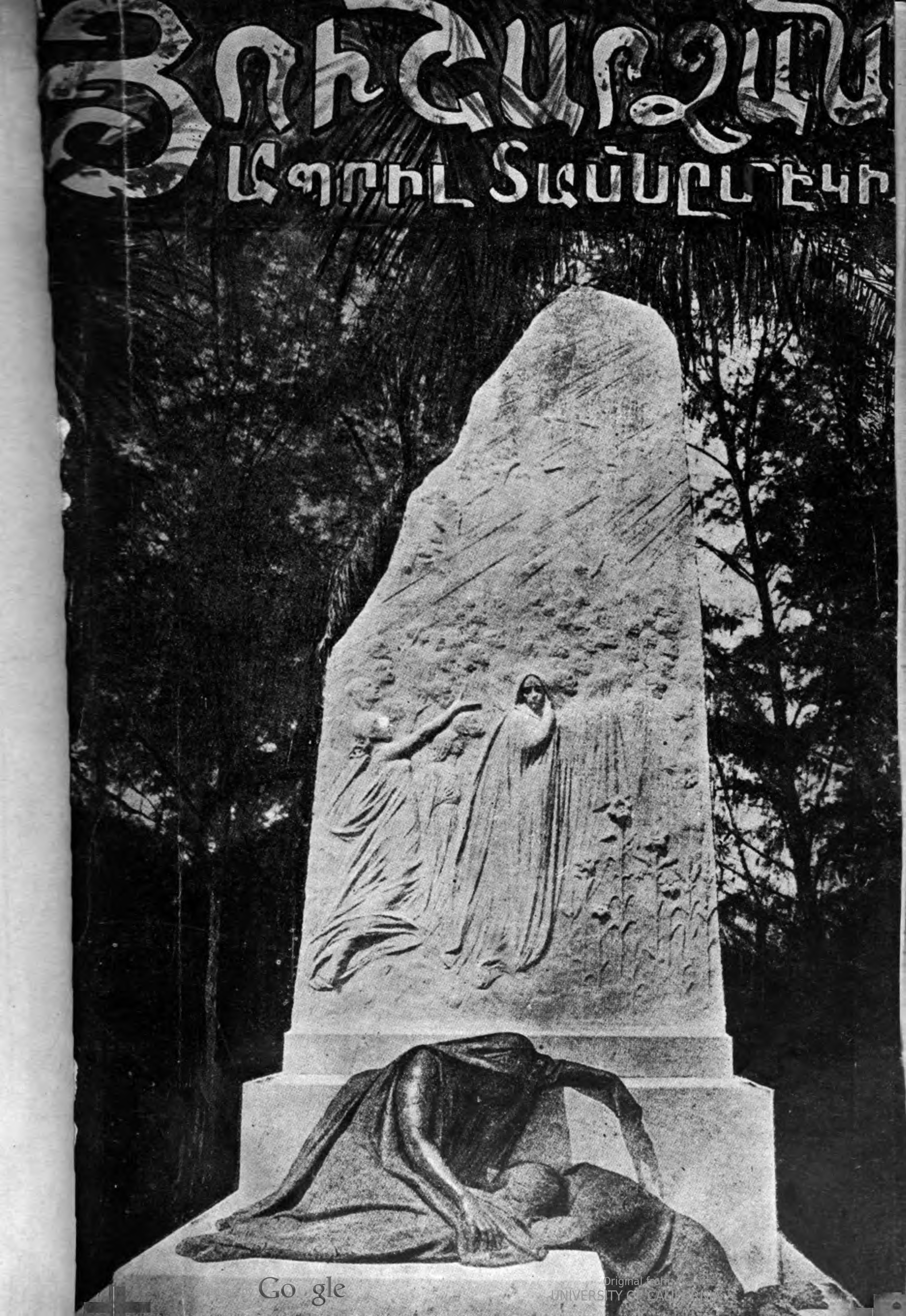
Monumento conmemorativo de 11 de abril (corresponde a 24 de abril en el calendario usado en el Imperio Otomano en la época) en Estambul, erigido en Taksim en 1919

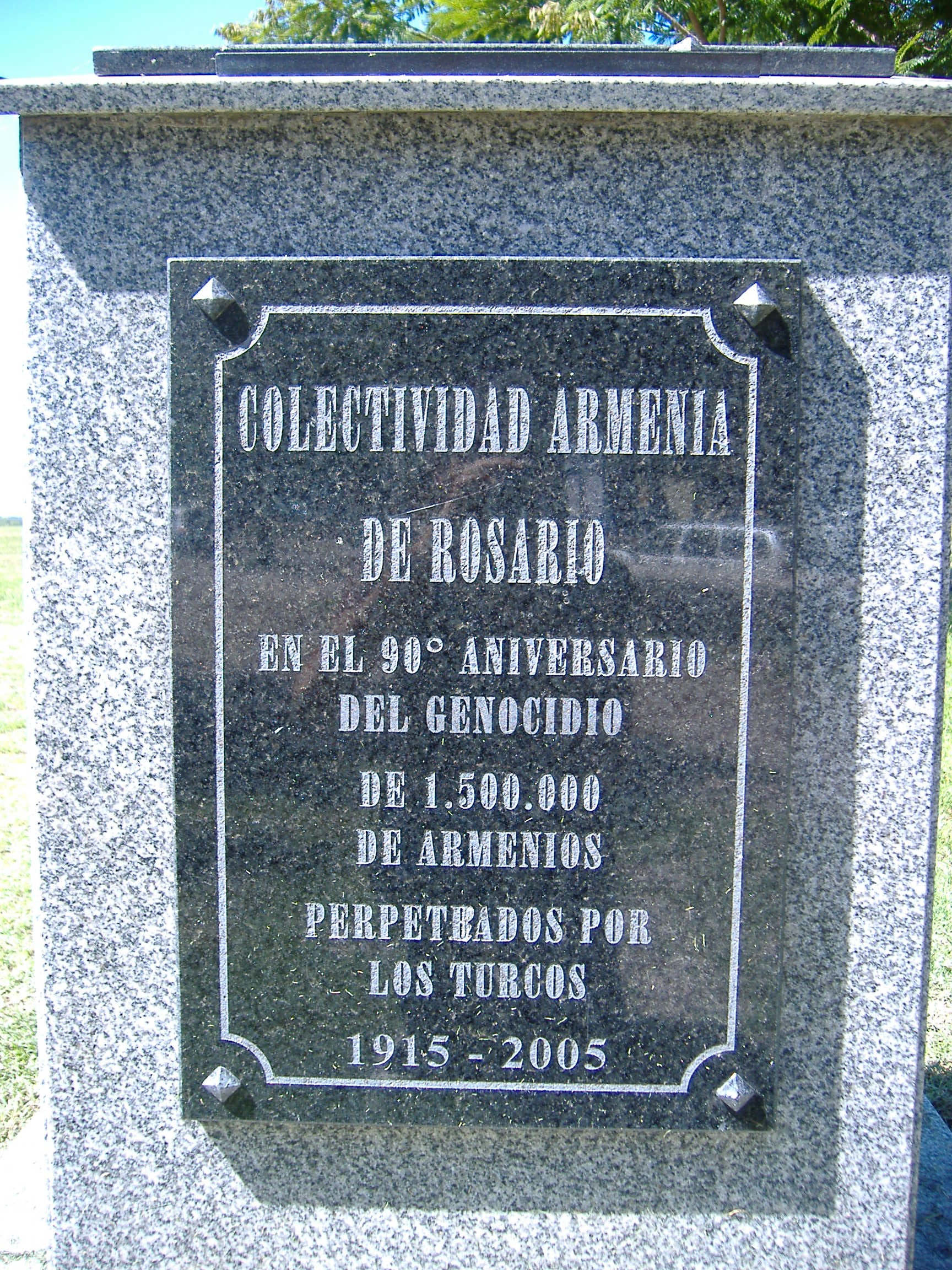
Memorial de la comunidad armenia de Rosario (Argentina) en recuerdo de las víctimas del genocidio armenio

El primer monumento conmemorativo del genocidio armenio fuera de Turquía es la capilla erigida en el monasterio de Antelias (Líbano), sede del Catolicosado de la Gran Casa de Cilicia, donde se guardan restos de víctimas recogidos de Deir-el-Zor. El gobierno de Armenia Soviética aprobó en 1965 la creación de un monumento conmemorativo en recuerdo del 50.º aniversario del genocidio. Dos años más tarde, el monumento, oficialmente conocido como Monumento del Medz Yeghern, sobre un proyecto de los arquitectos Sashur Kalashyan y Artur Tarkhanyan, fue erigido en la colina de Tsitsernakaberd sobre el desfiladero de Hrazdan, en la capital armenia, Ereván. La estela de 44 m simboliza «el renacimiento nacional de los armenios». Se colocaron doce losas en círculo, representando las doce provincias de la Armenia histórica, hoy en territorio de Turquía. En el centro del círculo, a una profundidad de 1,5 metros, se halla una llama eterna. A lo largo del parque y alrededor del monumento, existe un muro de cien metros de longitud con los nombres de las ciudades y las aldeas que fueron teatro de las matanzas. En 1995 se inauguró en el extremo opuesto del parque un museo circular subterráneo, el Museo-Instituto del Genocidio Armenio, que alberga y exhibe numerosa información sobre los acontecimientos de 1915.
Cada 24 de abril se evoca en Armenia el Día de la Conmemoración del Genocidio Armenio, durante el cual cientos de miles de personas caminan hacia el monumento del genocidio y depositan flores (claveles o tulipanes normalmente rojos) alrededor de la «llama eterna». Esta evocación se repite con diversos actos en todas las comunidades dispersas por el mundo que constituyen la diáspora armenia.

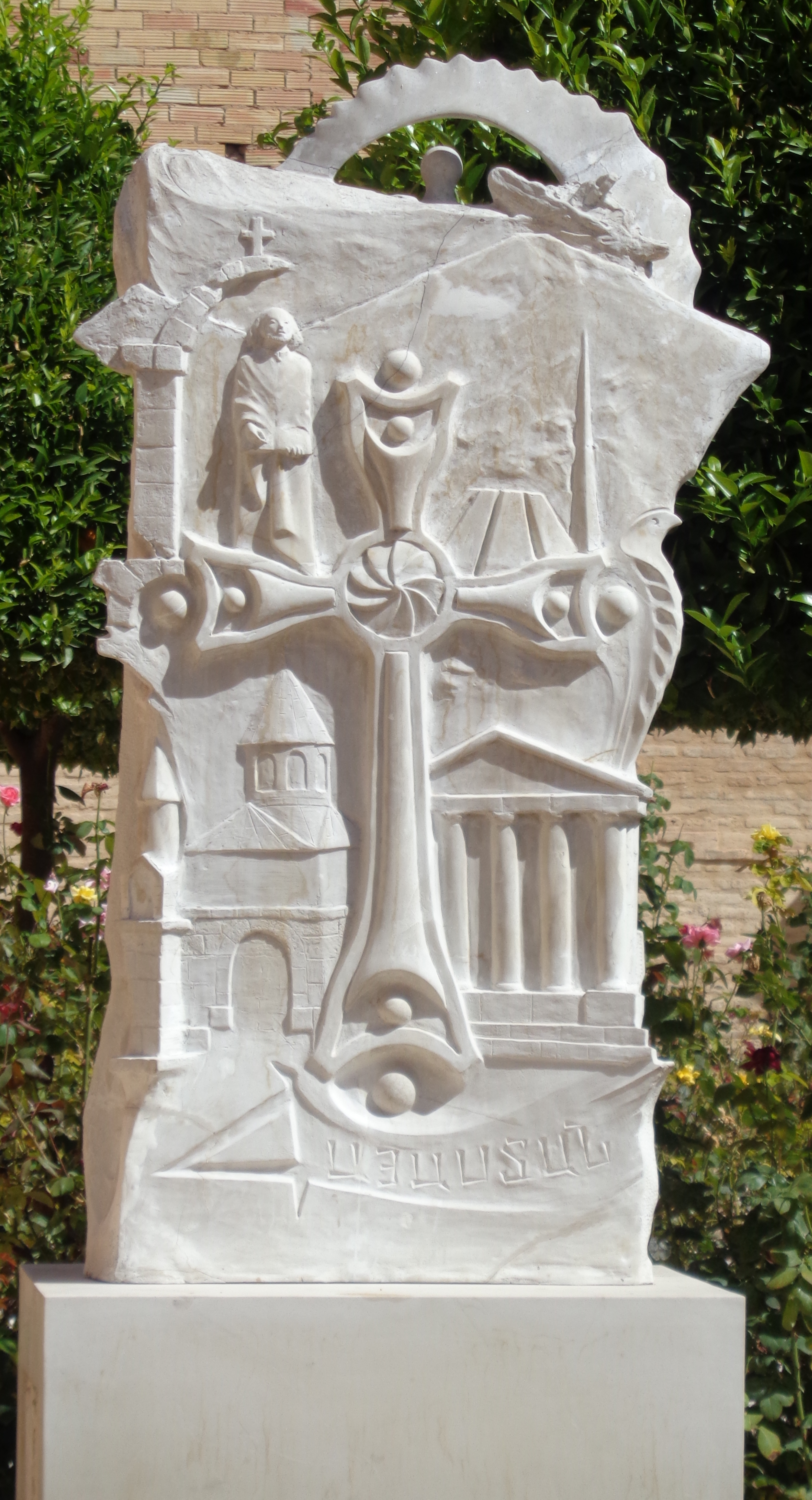
En 2010 se erigió en Mislata (Valencia) el primer monumento en España conmemorativo del genocidio armenio, obra del escultor Dzhivan Mirzoyan. La escultura, de tres metros de altura, se encuentra en los jardines del huerto de Sendra, en pleno casco antiguo

## Arte
El primer ejemplo del genocidio armenio interpretado a través del arte fue una medalla emitida en 1915 en San Petersburgo, Rusia, la cual simboliza simpatía por el sufrimiento armenio. Desde entonces, decenas de medallas de distintos países se han encargado de conmemorar el suceso.

### Literatura
Varios testigos presenciales de los acontecimientos han hecho publicaciones, en particular la misionera sueca Alma Johansson y el embajador de los Estados Unidos en Turquía, entre 1913 y 1916, Henry Morgenthau. El escritor alemán Armin Wegner, que trabajó como enfermero, escribió varios libros acerca de los acontecimientos de los que fue testigo durante su estancia en el Imperio otomano. Años más tarde, después de haber regresado a Alemania, Wegner fue encarcelado por oponerse al nazismo, y sus libros quemados por los nazis. Probablemente, la obra literaria más conocida sobre el genocidio armenio es la ya citada Los cuarenta días de Musa Dagh, de Franz Werfel (1933). Este libro se convirtió en un best-seller, particularmente entre los jóvenes de los guetos judíos durante la era nazi.
Kurt Vonnegut escribió en 1988 la novela Barbazul (Bluebeard), cuyo protagonista es un sobreviviente del genocidio armenio y que describe las características del genocidio armenio como un tema subyacente. Otras novelas que incorporan el genocidio armenio incluyen Pájaros sin alas de Louis de Berniéres, El cuento del último pensamiento (escrito en alemán) de Edgar Hilsenrath y La primavera por venir, escrita por Stefan Żeromski en 1925. Una historia en la antología de Edward Saint-Ivan de 2006, El caballero negro de Dios, incluye un personaje de ficción sobreviviente del genocidio armenio.
Una bestia en la Luna (1995), una obra teatral de Richard Kalinoski, trata sobre dos sobrevivientes del genocidio armenio. A menudo se especula que las obras de Arshile Gorky, un armenio expatriado cuya madre falleció de hambre en el genocidio, están influidas por la pérdida y el sufrimiento de esta época. Gorky fue una figura pionera del expresionismo abstracto.
El libro de los susurros es el título en español de una obra muy relacionada con estos hechos, y fue el trabajo cumbre del rumano de origen armenio Varujan Vosganian. Se relata en el trasfondo de una historia del destino del pueblo armenio una historia de marco grandilocuente, que se subdivide en mini-historias de personas reales transmutadas en personajes de novela. Este libro ha sido un éxito de crítica y ventas en España, Argentina y Colombia.[cita requerida]

### Documentales
Se han realizado numerosos documentales sobre el genocidio armenio, tales como los siguientes:
- 1975 - The Forgotten Genocide (dir. J. Michael Hagopian)
- 1983 - Assignment Berlin (dir. Hrayr Toukhanian)
- 1988 - Tillbaka till Ararat (Back to Ararat, dir. Jim Downing, Göran Gunér)
- 1988 - An Armenian Journey (dir. Theodore Bogosian)
- 1990 - General Andranik (dir. Levon Mkrtchyan)
- 2000 - I Will Not Be Sad in This World (dir. Karina Epperlein)
- 2003 - Germany and the Secret Genocide (dir. J. Michael Hagopian)
- 2003 - Voices From the Lake: A Film About the Secret Genocide (dir. J. Michael Hagopian)
- 2003 - Desecration (dir. Hrair "Hawk" Khatcherian)
- 2003 - The Armenian Genocide: A Look Through Our Eyes (dir. Vatche Arabian)
- 2005 - Hovhannes Shiraz (dir. Levon Mkrtchyan)
- 2006 - The Armenian Genocide (dir. Andrew Goldberg)
- 2006 - Armenian Revolt (dir. Marty Callaghan)
- 2006 - Screamers (dir. Carla Garapedian)
- 2010 - Aghet - Ein Volkermord (Aghet - A Genocide, dir. Eric Friedler)
- 2017 - Intent to Destroy (dir. Joe Berlinger)

### Cine
La primera película sobre el genocidio armenio apareció en 1919, una producción de Hollywood titulada Ravished Armenia, dirigida por Oscar Apfel, que posteriormente influiría en el film Ararat (2002), del director Atom Egoyan. También hay referencias en América, América, de Elia Kazan, y Mayrig, de Henri Verneuil. En el Festival de Cine de Berlín de 2007, los directores italianos Paolo y Vittorio Taviani presentaron otra película acerca de los acontecimientos, basada en la novela de Antonia Arslan La Masseria Delle Allodole (La granja de las alondras).
- 1919 - Oscar Apfel: Ravished Armenia /  Auction of Souls
- 1988 - Don Askarian: Komitas[262][263]
- 1991 - Henri Verneuil: Mayrig
- 1992 - Don Askarian: Avetik[264] [265]
- 1992 - Henri Verneuil: 588, rue Paradis
- 2001 - Don Askarian: On the Old Roman Road[266] [265]
- 2002 - Atom Egoyan: Ararat
- 2007 - Paolo y Vittorio Taviani: La masseria delle allodole
- 2014 - Fatih Akin: The Cut[267]
- 2015 - Garin Hovannisian y Alec Mouhibian: 1915, The Movie
- 2016 - Terry George: The Promise

### Música
En 1975 el famoso cantante franco-armenio Charles Aznavour escribió la canción «Ils sont tombés» ('Ellos cayeron'), dedicada a la memoria de las víctimas del genocidio armenio.

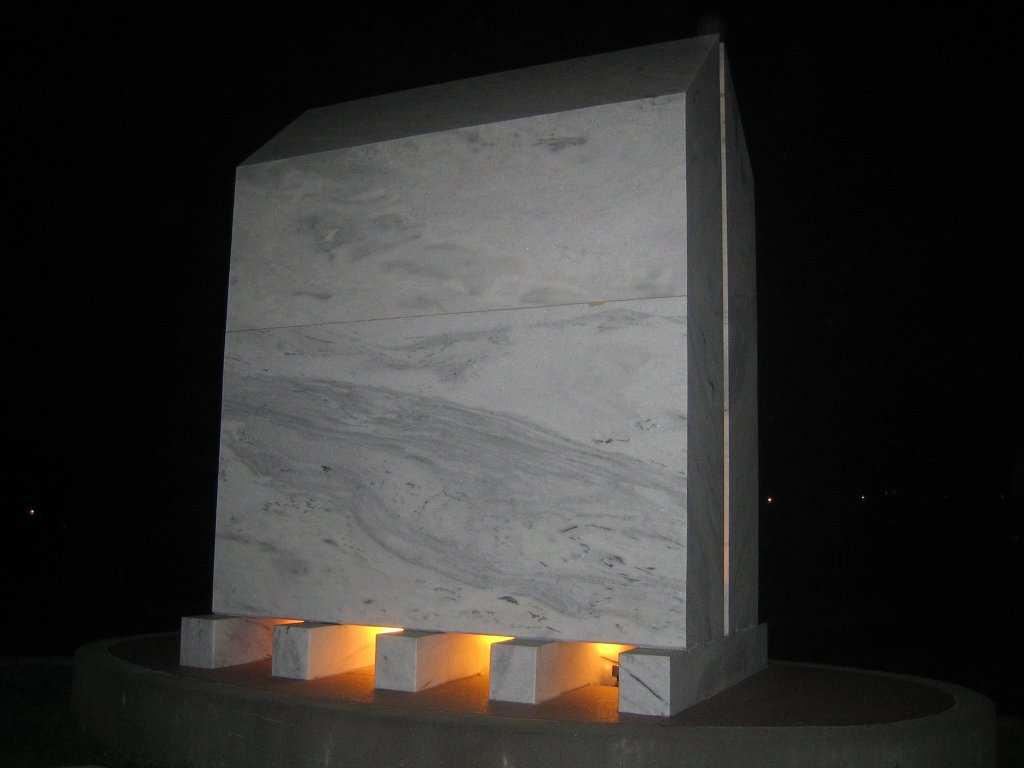
Monumento conmemorativo del genocidio armenio en Montreal, Canadá

La canción «Adana», el nombre de la provincia de un pogromo de 1909 del pueblo armenio, y que cuenta la historia del genocidio armenio, se ha traducido a diecisiete idiomas y grabado por cantantes de todo el mundo.
La banda System of a Down, compuesta por cuatro descendientes de sobrevivientes del genocidio armenio, ha promovido la toma de conciencia del genocidio armenio a través de sus letras y conciertos, incluyendo las canciones «Holy Mountains» en su disco Hypnotize, y «P.L.U.C.K» y «War?» en el álbum System of a Down.
A fines de 2003, Diamanda Galás edita el disco Defixiones, Will and Testament: Orders from the Dead, un homenaje de ochenta minutos a los pueblos armenio, griego y asirio, víctimas del genocidio en Turquía. Una crítica de esta obra dice: «La actuación es una encolerizada meditación sobre el genocidio y la política de negación, en particular la negación de Turquía y los Estados Unidos de América del genocidio de los armenios, asirios y griegos de Anatolia entre 1914 y 1923».
En 2015, el afamado violinista Ara Malikian, de ascendencia armenia, compuso la melodía «1915» en conmemoración a las víctimas del genocidio armenio y la celebración del centenario del mismo.
El 23 de abril del año 2018, Daron Malakian, segunda voz y guitarrista de la banda System of a Down y vocalista y líder de Scars on Broadway, sacó a la luz el sencillo «Lives», perteneciente al álbum Dictator, en el que se hace referencia al genocidio armenio por parte de los turcos.[cita requerida]

## Lecturas relacionadas

### Resúmenes históricos
- Akçam, Taner. A Shameful Act: The Armenian Genocide and the Question of Turkish Responsibility. New York: Metropolitan Books, 2007.
- Akçam, Taner (2012). The Young Turks' Crime Against Humanity: The Armenian Genocide and Ethnic Cleansing in the Ottoman Empire. Princeton University Press.
- Balakian, Peter. The Burning Tigris: The Armenian Genocide and America's Response. New York: HarperCollins, 2003. ISBN 0-06-019840-0
- Bloxham, Donald. The Great Game of Genocide: Imperialism, Nationalism, and the Destruction of the Ottoman Armenians. Oxford: Oxford University Press, 2005. ISBN 0-19-927356-1
- Dadrian, Vahakn (1995). The History of the Armenian Genocide: Ethnic Conflict from the Balkans to Anatolia to the Caucasus. Oxford: Berghahn Books. ISBN 978-1-57181-666-5.
- Dadrian, Vahakn. Warrant for Genocide: Key Elements of Turko-Armenian Conflict. New Brunswick, New Jersey: Transaction Publishers, 2003. ISBN 1-56000-389-8
- De Waal, Thomas (2015). Great Catastrophe : Armenians and Turks in the Shadow of Genocide. Oxford: Oxford University Press. ISBN 0-19-935069-8.
- Kévorkian, Raymond. The Armenian Genocide: A Complete History. Londres: I.B. Tauris, 2011. ISBN 978-0-85771-930-0
- Suny, Ronald Grigor. "They Can Live in the Desert but Nowhere Else": A History of the Armenian Genocide. Princeton, NJ: Princeton University Press, 2015. ISBN 978-0-691-14730-7
- Üngör, Uğur Ümit; Polatel, Mehmet (2011). Confiscation and destruction: The Young Turk Seizure of Armenian Property. New York: e Continuum International Publishing Group. ISBN 978-1-4411-3578-0.

### Temas específicos y estudios comparativos
- Bobelian, Michael.  Children of Armenia: A Forgotten Genocide and the Century-Long Struggle for Justice. New York: Simon & Schuster, 2009.
- Bonello, Giovanni (2008). Histories of Malta – Confessions and Transgressions, Vol.9. Fondazzjoni Patrimonju Malti. ISBN 978-99932-7-224-3. Archivado desde el original el 10 de julio de 2018. Consultado el 8 de enero de 2019.
- Dadrian, Vahakn. "Genocide as a Problem of National and International Law: The World War I Armenian Case and its Contemporary Legal Ramifications", Yale Journal of International Law, Volume 14, Number 2, 1989.
- Dadrian, Vahakn. Key Elements in the Turkish Denial of the Armenian Genocide. Toronto: Zoryan Institute, 1999.
- Dadrian, Vahakn. "Patterns of Twentieth Century Genocides: the Armenian, Jewish, and Rwandan Cases". Journal of Genocide Research, 2004, 6 (4), pp. 487–522.
- Göçek, Fatma Müge. Denial of Violence: Ottoman Past, Turkish Present, and Collective Violence against the Armenians, 1789–2009. Oxford: Oxford University Press, 2014.
- Hovannisian, Richard (ed.) The Armenian Genocide: History, Politics, Ethics. New York: St. Martin's Press, 1992.
- Hovannisian, Richard. Remembrance and Denial: The Case of the Armenian Genocide. Detroit: Wayne State University Press, 1998.
- Hovannisian, Richard. The Armenian Genocide: Cultural and Ethical Legacies. New Brunswick, New Jersey: Transaction Publishers, 2007.
- Hovannisian, Richard G. and Simon Payalsian (eds). Armenian Cilicia. Costa Mesa, California: Mazda Publishers, 2008.
- Mann, Michael. The Dark Side of Democracy: Explaining Ethnic Cleansing. Cambridge, UK: Cambridge, UP, 2004.
- Melson, Robert, Revolution and Genocide: On the Origins of the Armenian Genocide and the Holocaust. Chicago: University of Chicago Press, 1996.
- Power, Samantha. "A Problem from Hell": America and the Age of Genocide. New York: Harper Perennial 2003.
- Sanasarian, Eliz (1989). «Gender Distinction in the Genocide Process: A Preliminary Study of the Armenian Case». Holocaust and Genocide Studies 4 (4): 449-461. PMID 20684116. doi:10.1093/hgs/4.4.449.
- Üngör, Uğur Ümit (2011), The Making of Modern Turkey: Nation and State in Eastern Anatolia, 1913–1950, Oxford: Oxford University Press..
- Michelle Tusan, "Crimes against Humanity": Human Rights, the British Empire, and the Origins of the Response to the Armenian Genocide, American Hist. Rev. 119(1), 2014,  pp 47–77

### Testimonios y memorias de sobrevivientes
- Balakian, Grigoris. Armenian Golgotha. Translated by Peter Balakian with Aris Sevag. New York: Alfred A. Knopf, 2009.
- Bedoukian, Kerop. Some of Us Survived: The Story of an Armenian Boy. New York: Farrar Straus Giroux, 1978.
- Hartunian, Abraham H. Neither to Laugh nor to Weep: A Memoir of the Armenian Genocide. Translated by Vartan Hartunian. Cambridge, MA: Armenian Heritage Press, 1986.
- Jacobsen, Maria. Diaries of a Danish missionary: Harpoot, 1907–1919. Princeton: Gomidas Institute, 2001.
- Lang, David Marshall. The Armenians: A People in Exile. Londres: Allen & Unwin, 1981.
- Miller, Donald E. and Lorna Touryan Miller. Survivors: An Oral History of the Armenian Genocide. Berkeley: University of California Press, 1993.
- Panian, Karnig. Goodbye, Antoura: A Memoir of the Armenian Genocide. Stanford, CA: Stanford University Press, 2015.
- Odian, Yervant. Accursed Years: My Exile and Return from Der Zor, 1914–1919. Translated by Ara Stepan Melkonyan. Londres: Taderon Press, 2009.
- Svazlyan, Verzhine. The Armenian Genocide and Historical Memory. Translated by Tigran Tsulikian. Yerevan: Gitutiun Publishing House, 2004.

### Antiguas comunidades armenias
- Hovannisian, Richard. Armenian Van/Vaspurakan. Costa Mesa, California: Mazda Publishers, 2000.
- Hovannisian, Richard. Armenian Baghesh/Bitlis and Taron/Mush. Costa Mesa, California: Mazda Publishers, 2001.
- Hovannisian, Richard. Armenian Karin/Erzerum. Costa Mesa, California: Mazda Publishers, 2003.
- Hovannisian, Richard. Armenian Sebastia/Sivas and Lesser Armenia. Costa Mesa, California: Mazda Publishers, 2004.

### Respuestas mundiales y testimonios extranjeros
- Anderson, Margaret Lavinia. "'Down in Turkey, far away': Human Rights, the Armenian Massacres, and Orientalism in Wilhelmine Germany", Journal of Modern History Volume, 79, Number 1, March 2007, pp. 80–111. in JSTOR
- Barton, James L. Turkish Atrocities: Statements of American Missionaries on the Destruction of Christian Communities in Ottoman Turkey, 1915–1917. Ann Arbor: Gomidas Institute, 1997.
- Toynbee, Arnold; Bryce, James (1916).  Sarafian, Ara, ed. The Treatment of Armenians in the Ottoman Empire, 1915–1916: Documents Presented to Viscount Grey of Falloden, Uncensored ed.. Hodder and Stoughton.
- Dadrian, Vahakn N. Documentation of the Armenian Genocide in Turkish Sources. Jerusalem: Institute on the Holocaust and Genocide, 1991.
- Davis, Leslie A. The Slaughterhouse Province: An American Diplomat's Report on the Armenian Genocide, 1915–1917. ew Rochelle, N.Y.: A.D. Caratzas, 1989.
- Hovannisian, Richard G. "The Allies and Armenia, 1915–18". Journal of Contemporary History 1968 3(1): 145–68. ISSN 0022-0094 Fulltext: in Jstor
- Libaridian, Gerard. "The Ideology of the Young Turk Movement", pp. 37–49. In Gerard Libaridian (Ed.) A Crime of Silence, The Armenian Genocide: Permanent Peoples' Tribunal. Londres: Zed Books, 1985.
- Morgenthau, Henry (1918). Ambassador Morgenthau's Story. Doubleday, Page..
- Nassibian, Akaby (1984). Britain and the Armenian Question, 1915–1923. Croom Helm. ISBN 978-0-7099-1820-2..
- Peterson, Merrill D. (2004). "Starving Armenians": America and the Armenian Genocide, 1915–1930 and After. University of Virginia Press. ISBN 978-0-8139-2267-6..
- Power, Samantha (2003). "A Problem from Hell": America and the Age of Genocide. Harper..
- Severance, Gordon; Severance, Diana (2003). Against the Gates of Hell: The Life & Times of Henry Perry, a Christian Missionary in a Moslem World. University Press of America. ISBN 978-0-7618-2593-7..
- Sarafian, Ara, ed. (2004), United States Official Documents on the Armenian Genocide, 1915–1917, Princeton, New Jersey: Gomidas..
- Winter, Jay, ed. (2004). America and the Armenian Genocide of 1915. Cambridge University Press. ISBN 978-1-139-45018-8.

### Memoria e historiografía
- Auron, Yair [Oron, Ya'ir] (2005) [2003], The Banality of Denial: Israel and the Armenian Genocide, Transaction..
- Bevan, Robert (2006), «Cultural Cleansing: Who Remembers the Armenians?», The Destruction of Memory: Architecture at War, pp. 25-60, ISBN 1-86189-319-1..
- Fatma Müge Göçek and Donald Bloxham. "The Armenian Genocide" in The Historiography of Genocide. Dan Stone, ed. Londres: Palgrave Macmillan. 2008, pp. 344–72. en línea
- Gutman, David. "Ottoman Historiography and the End of the Genocide Taboo: Writing the Armenian Genocide into Late Ottoman History." Journal of the Ottoman and Turkish Studies Association 2:1 (2015) pp 167–183. en líneaUso incorrecto de la plantilla enlace roto (enlace roto disponible en Internet Archive; véase el historial, la primera versión y la última).
- Hovannisian, Richard G, ed. (1999), Remembrance and Denial: The Case of the Armenian Genocide., 316 pp.
- Khatchadourian, Raffi. "Letter from Turkey. A Century of Silence." The New Yorker, 5 de enero de 2015, pp. 32–53.
- Laycock, Jo. "Beyond National Narratives? Centenary Histories, the First World War and the Armenian Genocide Armenian Genocide." Revolutionary Russia 28.2 (2015): 93–117.
- Der Matossian, Bedross (Winter 2015), «Explaining the Unexplainable: Recent Trends in the Armenian Genocide Historiography» (PDF), Journal of Levantine Studies 5 (2): 143-166, consultado el 11 de junio de 2017.
- Melson, Robert (1982), «A Theoretical Inquiry into the Armenian Massacres of 1894–1896», Comparative Studies in Society and History 24 (3): 481-509, doi:10.1017/S0010417500010100..
- ——— (1989), «Revolutionary Genocide: On the causes of the Armenian genocide of 1915 and the Holocaust», Holocaust and Genocide Studies (Hein online) 4 (2): 161-74, doi:10.1093/hgs/4.2.161..
- Peroomian, Rubina (1993), Literary Responses to Catastrophe: A Comparison of the Armenian and the Jewish Experience..
- Eugène Griselle: 'L'Armenie martyre, une victime du pangermanisme' (1912)

### Documentales
- Carla Garapedian (director); Peter McAlevey (producer) (2006). Screamers (documental).
- «The Armenian Genocide I THE GREAT WAR – Week 37». The Great War. . 9 de abril de 2015. https://www.youtube.com/watch?v=8J1mpAQDMII. Consultado el 2 de febrero de 2018.